# جامعة العلوم والتكنولوجيا (الأردن)
جامعة العلوم والتكنولوجيا الأردنية هي إحدى الجامعات الأردنية العامة الحكومية المدعومة حكوميًا بالكامل. تقع الجامعة في جنوب لواء الرمثا ضمن حدود مدينة الرمثا الواقعة في محافظة إربد شمالي الأردن.
كانت الجامعة في البداية جزءًا من جامعة اليرموك، وفي عام 1986م انفصلت عنها وأصبحت جامعة حكومية مستقلة استقلالاً كاملاً عن جامعة اليرموك. كان أول رئيس لها هو الطبيب الأردني كامل العجلوني، ومنذ ذلك الوقت شهدت توسعاً كبيراً؛ حيث زاد عدد الكليات فيها من ست كليات أبرزها كليتي الطب والهندسة إلى اثنتي عشر كلية في الوقت الحاضر. تعاقب على رئاستها عددٌ من الأساتذة الجامعيين. ومنذ انطلاقتها في عام 1986م، أخذت الجامعة موقعها في مقدمة مؤسسات التعليم العالي في الوطن العربي، كما تحوز مكانة مرموقة وسمعة راقية بين جامعات الشرق الأوسط. وتُعد الجامعة مع الجامعة الأردنية أقدم مؤسستين تعليميتين في مجالي الطب والهندسة في الأردن، مع أن الجامعتين تضمان كليات أخرى وتخصصات علمية أخرى، خصوصا تلك التخصصات ذات العلاقة مثل التمريض والكيمياء والفيزياء وتقنيات المعلومات وغيرها من التخصصات.
تتميز الجامعة بتدريس التخصصات العلمية فيها بشكلٍ عام، وتخصصي الطب والهندسة بشكل خاص. وتُعدّ الجامعة في مصاف أفضل أربعمائة جامعة حول العالم، وكذلك تُعدّ من أفضل مئة وخمسين جامعة ناشئة حول العالم. وفي إحدى زيارات الملك عبد الله الثاني للجامعة وصفها بكونها أفضل جامعة على مستوى الأردن.[بحاجة لمصدر] وبحسب دراسة مركز الأبحاث الإحصائية والاقتصادية والاجتماعية والتدريب للدول الإسلامية، فإن الجامعة تُعدّ ضمن أفضل ثلاثة بالمائة من جامعات العالم الإسلامي. ومن ناحية البحث العلمي، فإن الجامعة هي الأفضل في الأردن في هذا المجال. وتعتمد الجامعة في نظامها التدريسي نظام الساعات المعتمدة؛ إذ على كل طالب قطع عدداً معيناً من الساعات مع المحافظة على معدّل خمس وستين بالمائة أو ما يساويه في المعدل النقطي، كما يستطيع كل طالب اختيار الأستاذ والوقت والمكان حسب الجداول الدراسية المُعدّة بواسطة القبول والتسجيل.
تتميز الجامعة أيضا بجسمها الطلابي المتنوع الأعراق والجنسيات، ففي السنة الدراسية 2009-2010 كان عدد الطلاب الدوليين (غير الأردنيين) خمسة آلاف وأربعمائة وخمسة عشر طالبا، يمثلون إحدى وستين جنسية مختلفة؛ مما يجعل الجامعة من أكثر جامعات المنطقة تنوعا ثقافيا، والأكثر تنوعا ثقافيا على مستوى الأردن. وتبلغ مساحة الجامعة إحدى عشر كيلو متراً مربعاً. تضم الكثير من المباني الحديثة ومراكز الأبحاث والمطاعم والمدرجات، وملعب كرة قدم يتسع لنحو سبعة آلاف متفرج. كما يتبع لها إدارياً مستشفى الملك المؤسس عبدالله الجامعي ومن الجهة الجنوبية تضم بحيرة صناعية وأيضاً مساحات كبيرة من الأراضي المزروعة بشجر الزيتون وبعض المزارع التي تتصل بالتطبيق العملي لبعض الكليات مثل كلية الزراعة والطب البيطري.
ومن خلال سعي الجامعة للوصول للتصنيف المأمول، وهو أن تكون ضمن قائمة أفضل خمسمائة جامعة على مستوى العالم، فقد استطاعت الجامعة أن تُحقق ذلك عام 2017 م. وفي عام 2018 م استطاعت التقدم أكثر على سلم أفضل خمسمائة جامعة لتحل في الفئة (301 - 400) بحسب تصنيف التايمز العالمي. ويصنف الحرم الجامعي التابع للجامعة بأنه من ضمن فئة الخمس نجوم، وهي أعلى فئة يمكن منحها لأي حرم جامعي على الإطلاق. وتحوز كليتا الطب وطب الأسنان في جامعة العلوم على صدارة أفضل الكليات على مستوى الجامعة والجامعات الأردنية، كما تحوزان تصنيفا متقدماً عالمياً. وتصنف عدد من أقسام الجامعة كذلك بين قوائم الأفضل في نوعها عالمياً وعربياً ومحلياً.
ورغم قصر عمر الجامعة التي تأسست عام 1986 م، إلا أنها استطاعت أن تستقطب عددا من الأعلام والمشاهير في الأردن؛ سواءاً أولئك الذين اشتهروا بعد دراستهم أو تدريسهم في الجامعة أو أولئك الذين كانوا معروفين ومشهورين قبل ذلك. ويُعدّ كامل العجلوني واحداً من أبرز الذين التحقوا بالجامعة للتدريس. كذلك يُعدّ الروائي الأردني أيمن العتوم واحداً من أبرز طلاب الجامعة خلال مسيرتها.

## التاريخ

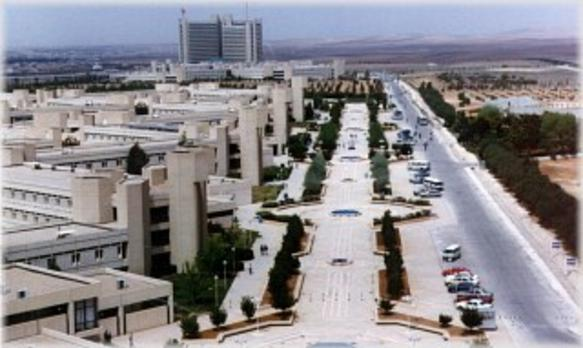
صورة قديمة للجامعة.

يرتبط تاريخ الجامعة بجامعة اليرموك الكائنة في مدينة إربد شمال الأردن؛ إذ تعود الجامعة بجذورها إليها؛ حيث انفصلت جامعة العلوم والتكنولوجيا بعد أن كانت جزءاً تابعاً لجامعة اليرموك لتكون جامعة مستقلة في الأول من أيلول من العام 1986 م  وذلك بخروج الكليات الست والتابعة لجامعة اليرموك -آنذاك- لتشكل النواة الأكاديمية لجامعة العلوم والتكنولوجيا الكائنة في حدود مدينة الرمثا التي خُطط لها أن تكون جامعة متخصصة بالعلوم التطبيقية مثل الطب والهندسة وغيرها، وهذه الكليات هي: كلية الطب، وكلية طب الأسنان، وكلية الصيدلة، وكلية التمريض، وكلية الهندسة، وكلية الزراعة. ويُذكر أن الكليات الطبية كان مقرها أصلا في مبنى جامعة العلوم بينما نُقلت كلية الهندسة إليها عند التأسيس.وفيما يتعلق بالأسباب الموجبة لإنشاء الجامعة، يرى البعض أنه كان للأحداث التي عصفت بجامعة اليرموك عام 1986 م الدور الأبرز في نشوء الجامعة، بينما يرى كامل العجلوني في أحد كتبه عن الجامعة وبداياتها وغيره أن تأسيس جامعة العلوم والتكنولوجيا في مقر جامعة اليرموك الدائم لم يكن بسبب أحداث الجامعة في عام 1986 م؛ إذ أنه صدر قرار عن مجلس التعليم العالي يقضي بتأسيس الجامعة في 12/5/1986 م؛ أي قبل الحادثة بأيام مما يدل أن استقرار الرأي على اتخاذ ذلكم القرار قد احتاج لشهور.

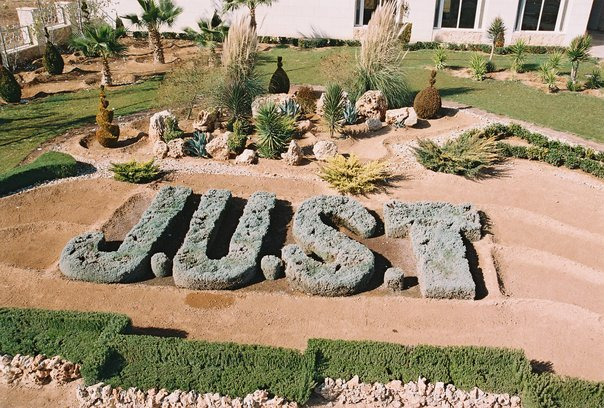
اختصار اسم الجامعة باللغة الإنجليزية مشكل بنباتات الزينة داخل الحرم الجامعي.

وقد أخذت الجامعة اسمها منذ ذلك الحين من أبرز مجالين يُدرسان فيها وهما العلوم بشكل عام والتكنولوجيا كذلك. كما عُرفت الجامعة في اللهجة العامية باسم التكنو اختصاراً لاسمها الكامل. وقد أطلق عليها الملك الأردني الراحل الحسين بن طلال لقب جوهرة الجامعات الأردنية. كما عُرفت في اللغات الأوروبية وخصوصا الإنجليزية بالاختصار JUST وهو اختصار لاسمها الكامل في اللغة الإنجليزية. وَقَدْ أُنشئت بعد انفصالها عن جامعة اليرموك كلٌّ من كلية العلوم والآداب، وكلية العلوم الطبية التطبيقية، وكلية الطب البيطري، وكلية تكنولوجيا الحاسوب والمعلومات. كما أُنشئت كلية الدراسات العليا قبل ذلك عام 1997 م، وفي 2008 م أصبح قسم العمارة والتصميم كلية مستقلة عن كلية الهندسة. وقد أخذت الجامعة مكانة مرموقة من بداياتها بين مؤسسات التعليم العالي في الوطن العربي والشرق الأوسط. كما وتُعد الجامعة، مع الجامعة الأردنية، أقدم مؤسسة في مجال الهندسة والطب على مستوى الأردن.

مجسم شِعارُ جامعة اليرموك التي كانت الجامعة تُشكل جزءا منها

وقد بنيت الجامعة في البداية لتكون مقراً دائما لجامعة اليرموك التي كان من المنوي نقلها من مكانها في مدينة إربد إلى مباني جامعة العلوم والتكنولوجيا؛ حيث كان يُطلق على مبنى جامعة العلوم والتكنولوجيا اسم المقر الدائم بينما كان مبنى جامعة اليرموك الحالي يُسَمى بالمقر المؤقت. وقد كان السبب وراء ذلك الاعتراض الكبير الذي رافق بناء جامعة اليرموك في مكانها الذي كان عبارة عن مشتل زراعي كبير مليئ بالأشجار والنباتات المتنوعة التي تعطي مسحة جمالية للمدينة آنذاك. وقد كان من المقرر أن تكون جامعة اليرموك جامعة شاملة منذ البداية لكل التخصصات العلمية ولكن ذلك لم يلبث أكثر من عشر سنين أي من عام 1976 م إلى عام 1986 م. ومما هو جدير بالذكر أن مباني جامعة العلوم والتكنولوجيا التي صممت وبُدِءَ العمل فيها قبل تأسيس الجامعة هي من تصميم المعمار الياباني المعروف كينزو تانغه. وفي بداية انطلاقة الجامعة عُيِّن أول رئيس لها بإرادة ملكية سامية وحده، ودون أية موظفين أو وجود للأثاث اللازم للعملية الإدارية وغيرها ومع وجود مخلفات البناء غير المكتمل آنذاك. وقد بدء الرئيس الأول من مكتبه الذي خُصص له في جامعة اليرموك بالاتصالات اللازمة من أجل استقطاب الموظفين والأساتذة للعمل في الجامعة.
في عام 1986 م التحق بالجامعة حوالي 2300 طالب، مقارنةً بعشرين ألف طالب في مرحلة البكالوريوس و1559 طالباً في كلية الدراسات العليا التحقوا بالجامعة في السنة الدراسية 2006/2007. وفي كلّ سنة تمنح الجامعة تقريباً 3000 درجة بكالوريوس وماجستير في تخصصاتٍ مختلفة. وقد كانت الجامعة قد بدأت بهيئة تدريسية قوامها 110 أعضاء، بينما تضم هيئة الجامعة التدريسية الآن 750 عضواً منهم 109 أعضاء برتبة أستاذ كامل. ويبقى القبول المستمر للطلبة في الجامعة مبني على رؤية الجامعة الساعية للمحافظة والارتقاء بمعايير التعليم العالي في الأردن، بتوازٍ مع التوجهات والسياسات الوطنية للتعليم.

## الحرم الجامعي

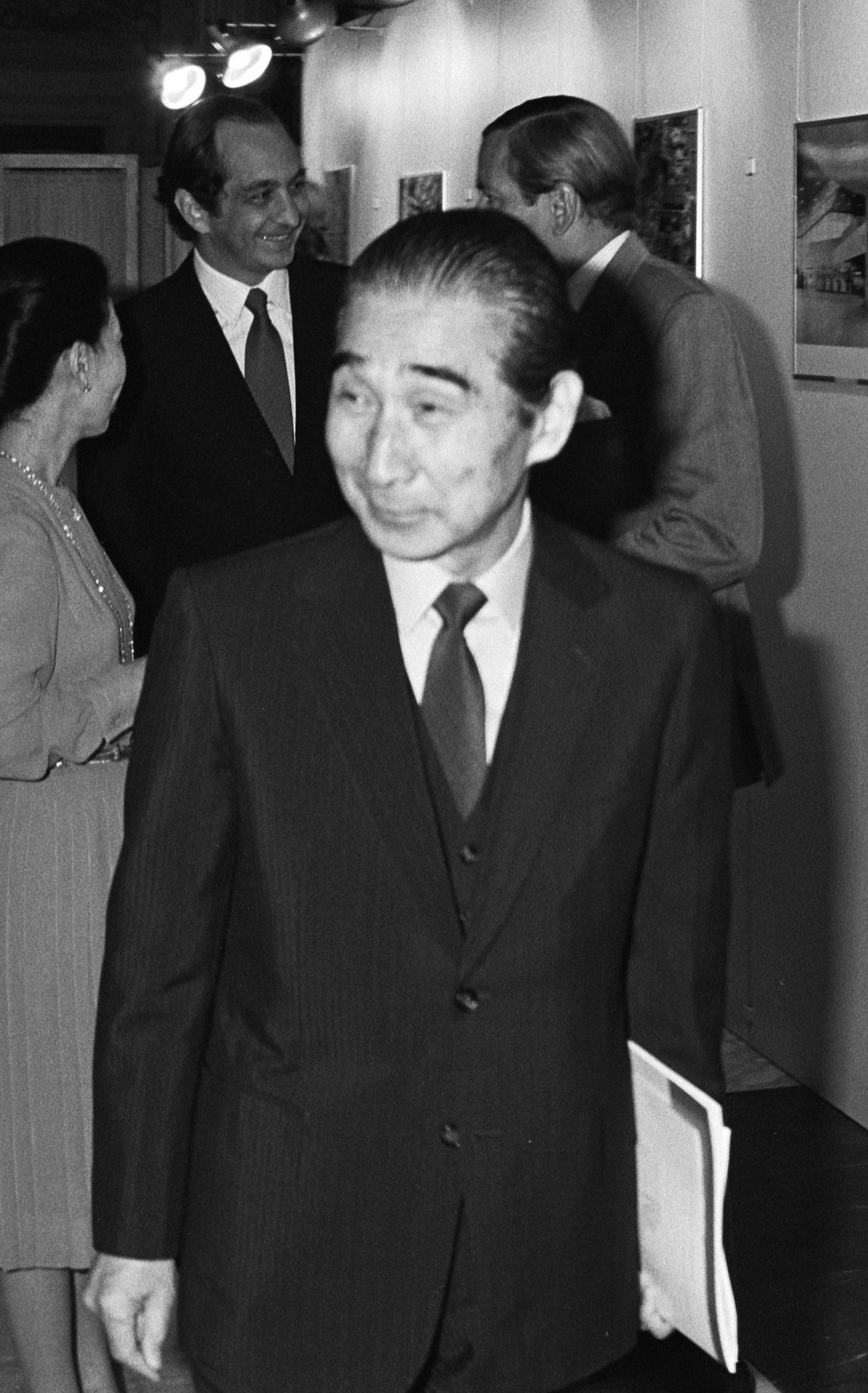
كينزو تانغه مصمم البناء الرئيس في الجامعة، يُعد واحدا من أبرز معماريي القرن العشرين.

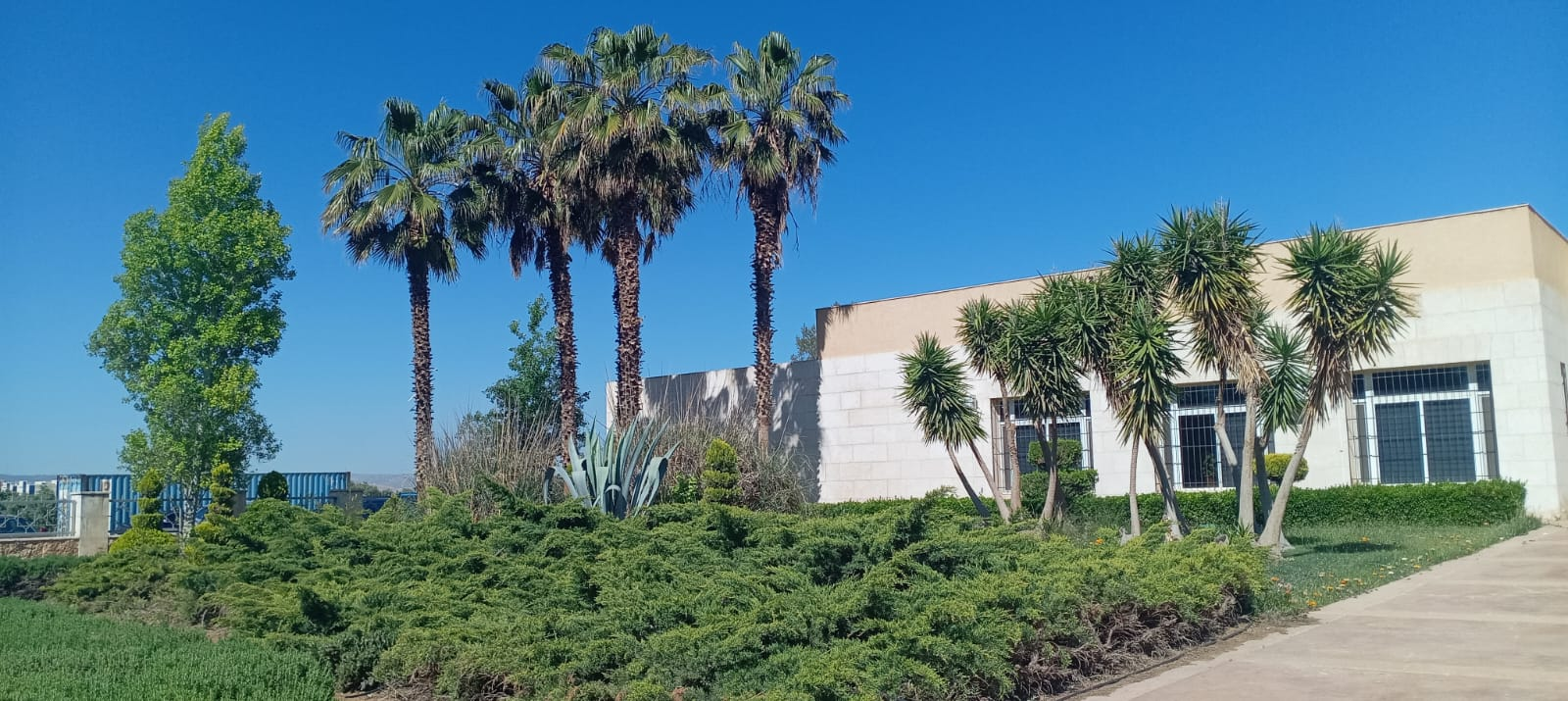
جانب من بوابة جامعة العلوم والتكنولوجيا الاردنية ذات الطراز الروماني

يقع الحرم الجامعي في حدود مدينة الرمثا، على بُعد أكثر من ثمانين كيلو مترًا شمال العاصمة عمان، وإلى الشرق من مدينة إربد، ثاني أكبر حواضر الأردن، بمسافة عشرين
كيلو مترًا. كذلك تبعد الجامعة مسافة عشرة كيلو مترات إلى الجنوب من مركز مدينة الرمثا إلى الشرق من الطريق الدولي الذي يربط المدينة بكل من إربد عبر شارع البترا المتفرع عنه وعمان والمدن الأخرى مثل جرش، والذي يربط كذلك دمشق ومدن الجنوب السوري بالأردن. ويتوزّعُ حرم الجامعة على جزئين رئيسين وهما مجمع الكليات الطبية ومجمع الكليات الهندسية. أما الأول وهو مجموعة الأبنية في الجزء الشمالي من الجامعة والذي يضم كليات الصيدلة، وطب الأسنان، والطب البشري، والتمريض، والعلوم والآداب، والعلوم الطبية المساندة. أما الكليات الهندسية فتقع في الجزء الجنوبي من الجامعة وتضم كليات الزراعة وتكنولوجيا المعلومات والهندسة والعمارة والطب البيطري والدراسات العليا.

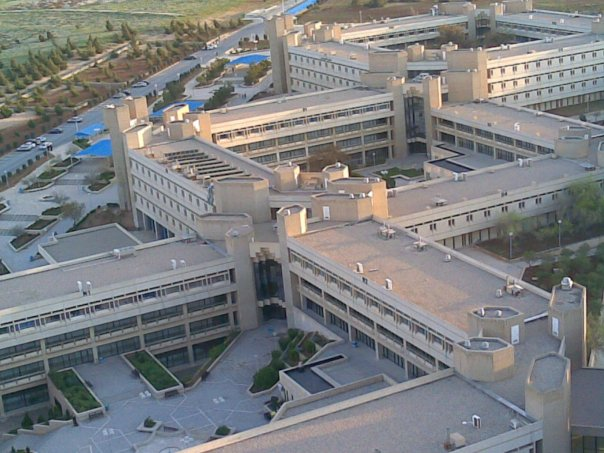
جزء من المباني الطبية كما يظهر من مستشفى الملك المؤسس.

وبين الجزئين الرئيسين، تقع كل من مباني القاعات الصفية، وإلى الجنوب منها تقع المكتبة وعمادة شؤون الطلبة والقبول والتسجيل. وقد نقلت الرئاسة من مبناها القديم في مباني الكليات الهندسية إلى البناء الجديد شرق المكتبة. كما نُقل مركز الجامعة الصحي من مكانه القديم بجانب ملعب كرة القدم ليستقر ضمن المباني الصفية في 2018 م. وإضافة إلى مطاعم الموظفين والضيوف، تحوي الجامعة مطعمين للطلاب تابعين للجامعة ومدعومين من الجامعة في ما يخصّ الأسعار؛ إذ أن أسعارهما رمزية جداً ومعظم مواد المستخدمة لإعداد الطعام فيهما هي من إنتاج مزارع الجامعة، ويُذكر أنهما مطعمين الخدمة فيهما ذاتية. كما يتواجد مطعمين آخرين؛ أحدهما بجانب ملعب كرة القدم والآخر ضمن مباني القاعات الصفية.

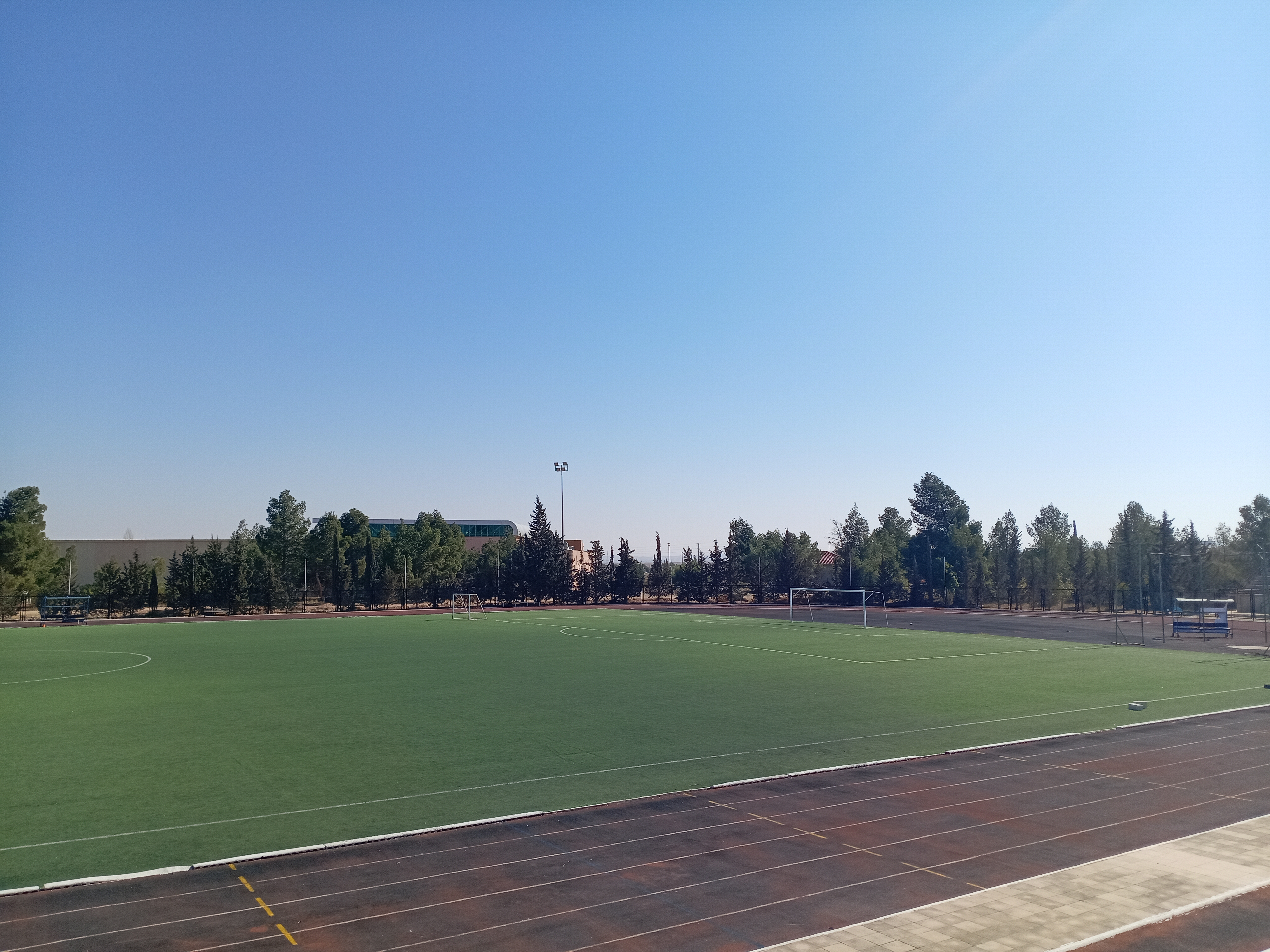

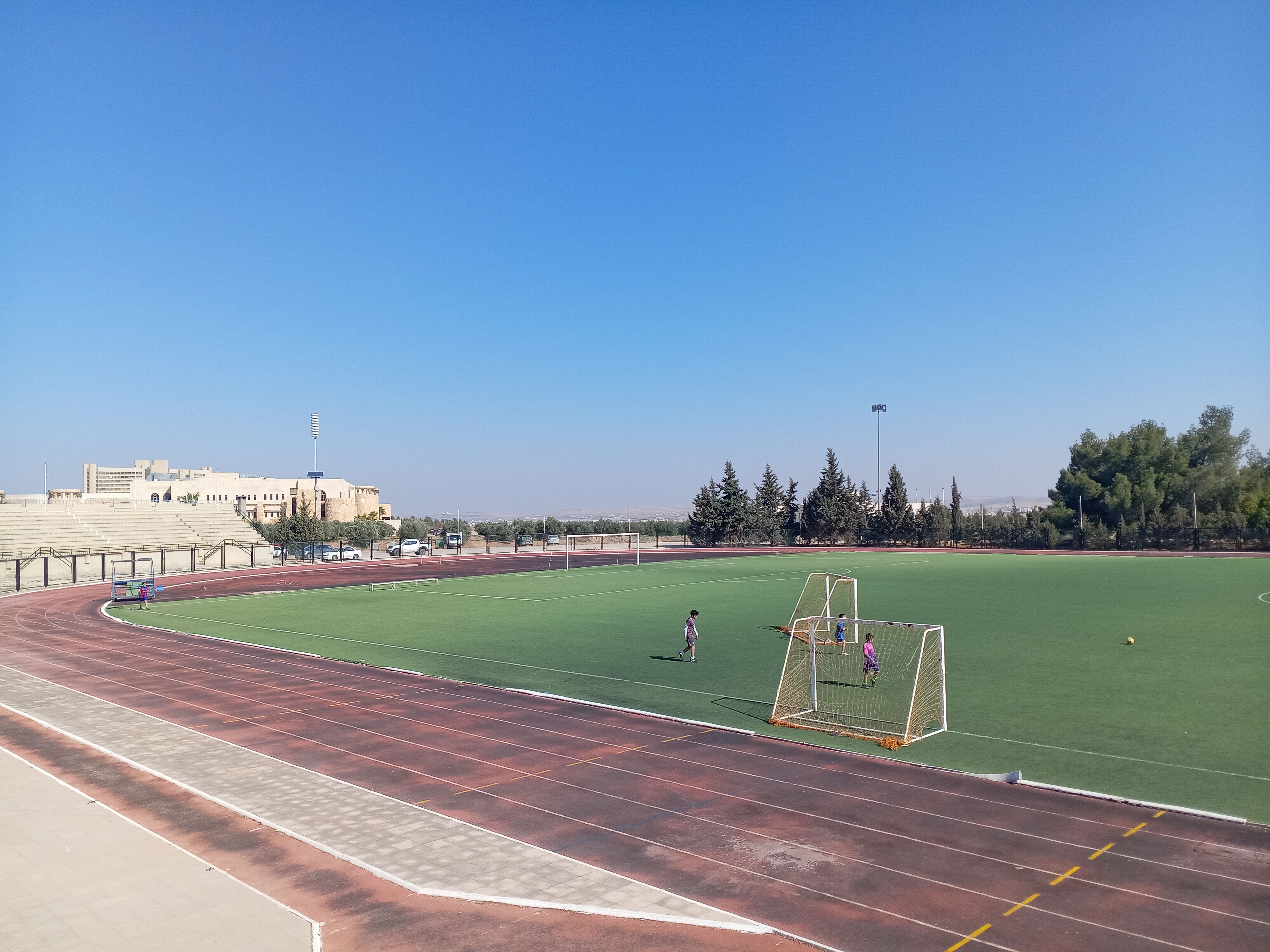

بناء الجامعة الرئيس هو من تصميم المعمار الياباني كينزو تانغه الفائز بجائزة بريتزكر عام 1987 م. وقد صُمم البناء باسم جامعة اليرموك. ويُعد كينزو واحدا من كبار المعماريين المؤثرين في حركة ميتابوليست المعمارية. ويُعدُّ كينزو كذلك من أبرز المعماريين الذين توجهوا لما يُعرف في علوم العمارة باسم العمارة القاسية. وقد عمل كينزو تانغه في أعماله على مزج النظم المعمارية الحديثة مع النظم المعمارية التقليدية اليابانية. والبناء الذي يتوسط وهو مجمع القاعات الصفية الذي تكسو واجهاته الزجاج ذو اللون الأزرق فهو من تصميم المعمار الأردني نظير أبو عبيد الربابعة، رئيس الجامعة الألمانية الأردنية الأسبق، كذلك فإن البوابة الرئيسة للجامعة، ذات الطابع الروماني، هي من تصميم المعمار الأردني الآخر راسم بدران.

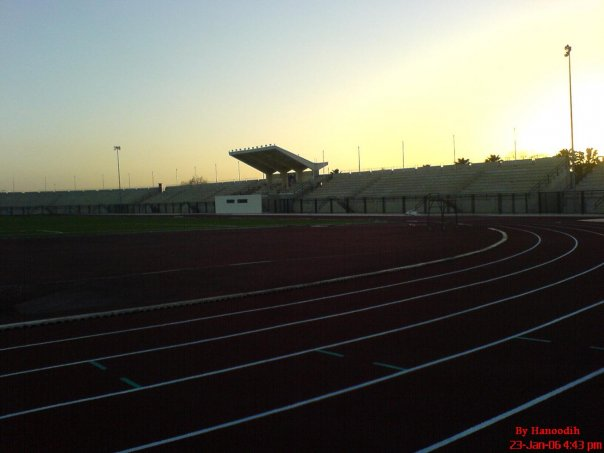
ملعب كرة القدم في الجامِعة.

تبلغ مساحة الحرم الجامعي إحدى عشر كيلو متراً مربعاً؛ تضم مباني الجامعة الإدارية والبحثية مثل المفاعل النووي البحثي فيها، إضافة إلى المسجد والكليات والقاعات الدراسية والمختبرات والمراسم ووحدات التدريب والمراكز العلمية والمعاهد والمكتبة وغيرها. إضافة لذلك تضم مساحة الجامعة مستشفى الملك المؤسس عبدالله الجامعي وكافة مرافقه مثل مطار المروحيات وموقف سيارات متعدد الطوابق إضافة لمطار مروحيات تابع للجامعة ذاتها ومراكن السيارات. وتتميز الجامعة بملعبها وصالتها الرياضية متعددة الأغراض؛ حيث تقام فيهما المسابقات والأنشطة الرياضية الطلابية وغيرها المختلفة. الملعب مبني وفق المواصفات الدولية الأولمبية؛ فهو بالإضافة إلى المساحة الخضراء التي تستخدم لكرة القدم وغيرها، يحتوي على مضمار للعدو. إضافة لذلك، فإنَّ للملعب مدرج للجماهير على شكل نصف قوس من الجهة الغربية يتسع لما يقارب 7000 متفرج. إضافة لكلِّ ذلك، فَإنَّ الجامعة تضم مسبحاً وصالة رياضية مجهزة بالأجهزة الرياضية اللازمة تقعان في الجهة الغربية من الحرم الجامعي؛ إذ يمكن أن يستخدمها الطلبة أو الموظفين لممارسة الرياضة مقابل اشتراك مادي. وقد التُقطت صورة ذاتية «سيلفي»، تُعد الأكبر في العالم؛ حيث حطمت الرقم القياسي الذي سبقها.
وحوض سباحة رياضي وملعبي اسكواش، إضافة لصالة تدريب رياضي وملعب داخلي يمكن أن يستخدم حلبةً أو ملعباً لكرة السلة أو اليد وغيرهما ومطاعم. كما تقع بين جنبات الحرم الجامعي عدد من المسارح عددها 12، ومعارض الفنون الجميلة ومتاحف، بالإضافة لقاعة حفلات. وتبقى غالبية المساحة هي عبارة عن مزارع متنوعة الحيوانات والأشجار مثل الزيتون وغيره تستخدم للتدريب وخصوصاً لطلاب كليتي الزراعة والطب البيطري؛ إذ تحوي الجامعة منطقةً زراعية بمساحة خمسة آلاف دونم، فيها مائة وخمسين ألف شجرة حرجية وخمسة وخمسين ألف شجرة مثمرة، أغلبها من الزيتون، بالإضافة للمحاصيل الحقلية والحيوانات. وللتنقل بين أقسام الحرم الجامعي، توفر الجامعة للطلاب حافلات مجانية تتحرك وفق تردد وقتي محدد وتقف في مواقف معينة. وفي بداية العام الدراسي 2018 م/2019 م أطلقت الجامعة خدمة التنقل بواسطة الدراجات الهوائية داخل الحرم الجامعي بعد تهيئة المسارب المخصصة لذلك في شوارع الجامعة، وذلك بمقابل زهيد.

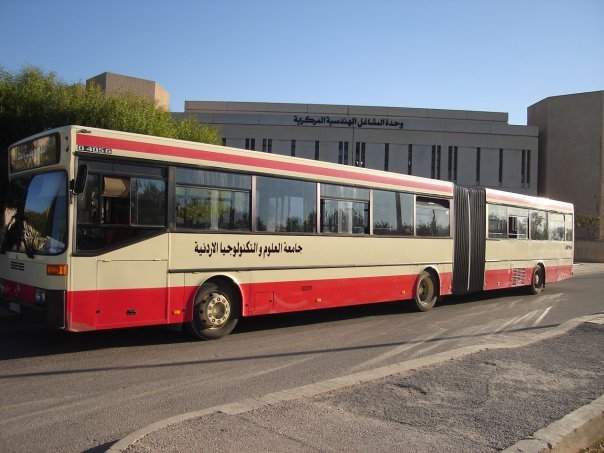
إحدى الحافِلاتِ المُخَصَّصة لِتَنَقُّلِ الطُّلابِ في حَرَمِ الجامِعَة.

تتولى دائرة النقل في الجامعة الأمور المتعلقة بوسائط النقل داخل الحرم الجامعي. فبسبب مساحَة الجامعة الكبيرة ومن أجل توفير الوقت والجهد على الطلبة؛ توفر إدارة الجامعة حافلات منتظمة التردد والمواقف داخل الحرم الجامعي لنقل الطلبة وخصوصا بين مباني الكليات الطبية شمال الحرم الجامعي ومقابلتها المباني الهندسية في الجنوب أو بين الكليات المختلفة والسكنات الطلابية. وللحافلات مواقف مؤقتة تختلف في زمنها بين موقف وآخر على طول مسارها من بدايته وإلى نهايته. كذلك تشرف دائرة النقل في الجامعة على الأمور المتعلقة بالحافلات التابعة لمستشفى الملك المؤسس التي تتردد بين مجمع عمان الجديد الواقع في جنوب مدينة إربد وبين المستشفى الواقع في حدود الجامعة. وبدءاً من العام 2018 م، أطلقت الجامعة خدمة التنقل بالدراجات الهوائية المرتبطة بتطبيق إلكتروني عبر الهواتف النقالة داخل الحرم الجامعي كذلك. وتُعدُّ الجامعة الأولى في تطبيق هذه الخدمة على مستوى المنطقة.
إضافة لكون كل قسم في الجامعة يملك مختبر حاسوب خاص به، فإن كلا الجزئين الرئيسين في الجامعة؛ أي المباني الهندسية وتلك الأخرى الطبية، فيه مختبر حاسوب مفتوح طوال الوقت للطلاب. كذلك، فهنالك ستة مختبرات حاسوب إضافية لطلاب تخصص علوم الحاسوب وما يشابهه وطلاب المساقات المرتبطة بتلك التخصصات في مرحلتي الدراسات العليا والبكالوريوس. وتقع تلك المختبرات ضمن الكليات الطبية قرب عمادة كلية الصيدلة. ومما يُذكر أن الحرم الجامعي بالكامل مغطى بشبكة اتصال آمنة لا سلكية بالشابكة من خلال شبكة محلية لاسلكية؛ إذ تسمح تلك الشبكات إضافة لعملها شبكةً محلية بالولوج إلى الشابكة.

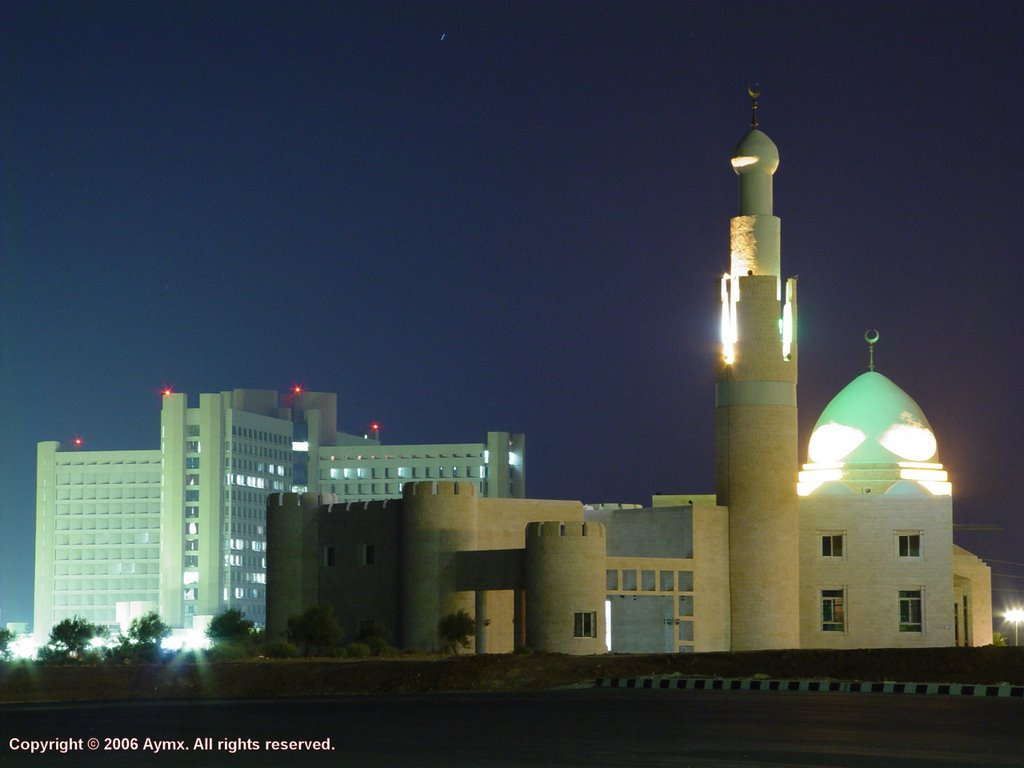
مسجد الجامعة ليلاً وفي الخلفية مستشفى الجامعة التعليمي.

سبعون بالمائة من أراضي الجامعة وحرمها أراض زراعية خضراء تعمل الجامعة على زراعة الثلاثين بالمائة الأخرى. وتقوم وحدة البحوث والخدمات الزراعية التي توفر لها الجامعة الامكانيات والمخصصات اللازمة على رعاية حوالي مليون نبتة وغرسة متنوعة في الجامعة. وتتنوع تلك المزروعات بين الأشجار المثمرة والحرجية؛ مثل شجر الزيتون التي يبلغ عددها خمسا وأربعين ألف شجرة عام 2017 م زيتون، إضافة إلى الفستق الحلبي والهوهوبا المزروعة على مساحة 2500 دونم، وشجر الخروب المزروع بمساحة 1000 دونم، إضافة إلى السرو والصنوبر البالغ عددها 150000 شجرة. هذا وتزرع الجامعة محاصيلا حقليةً كالشعير والبرسيم على مساحة 1200 دونم، بالإضافة إلى الحدائق والمسطحات خضراء والأسيجة النباتية وأشجار وشجيرات الزينة على مساحة 500 دونم. في الجامعة مسجدٌ يقع في غرب الجامعة. حيث تقام به الصلوات الخمس وينادى به إلى الصلاة. يتميز المسجد بقبته النحاسية التي يبلغ وزنها 4.5 طن. ومنارته العالية. كذلك فإن المسجد يتكون من طابقين، وتقام في المسجد العديد من المسابقات خاصة تلك المتعلقة بحفظ القرآن الكريم وغير ذلك. ومسجد الجامعة هو ذو طراز مأخوذ من العمارة الإيرانية من تصميم معمار عراقي.
تقع في الجهة الجنوبية من الحرم الجامعي بحيرة صناعية تُستخدم للحصاد المائي شتاءا من خلال جمع مياه الأمطار التي تسقط على الجامعة والتي تأتي كذلك من الوادي المار بالجامعة. وتبلغ مساحتها ثمانين ألف متراً مكعباً. وتصل إمكانية البحيرة إلى تخزين مليون وأربعمائة ألف مترٍ مكعب من المياه فيها. وتستخدم الجامعة البحيرة الصناعية المذكورة في ريِّ المزروعات والأشجار المثمرة وغير المثمرة المزروعة في الأراضي التابعة للجامعة، كما تعمل لتربية بعض الطيور البرمائية مثل البط وغيره. وتقع بالقرب من تلك البحيرة محطة لتوليد الطاقة الكهربائية بقدرة تصل إلى خمسة ميغا واطات. كما تعمل الجامعة على إنشاء محطة كهربائية أخرى بقدرة تصل إلى عشرة ميغا واطات. وتعمل محطة تنقية خاصة بالجامعة على تنقية مياه الصرف الصحي لتخلط بمياه البحيرة للزراعة. هذا ويُذكر أن الجامعة بها سَدُّ مياه على الوادي الذي يمرُّ في الجامعة جنوب شرقي البحيرة الصناعية يعمل حاجزا للمياه عن البحيرة خصوصا في فصل الشتاء.

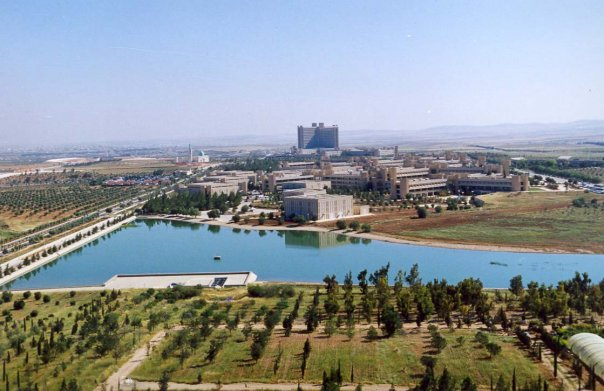
البَرْكَة الصّناعية في الجامعة والمباني الجامعية في الخلفية.

داخل الحرم الجامعي مركز دفاع مدني تابع للمديرية العامة للدفاع المدني. أنشئ المركز في حرم الجامعة عام 1984 م لتقديم خدمات الإسعاف والإنقاذ والإطفاء لمن يحتاجها داخل حرم الجامعة. كان المركز في عام 2004 م يضم سيارة إسعاف مجهزة إضافة إلى سيارتي إطفائية مجهزتين. وتقع على عاتق هذا المركز عقد دورات الدفاع المدني لموظفي الجامعة ومرافقها، والتي تتضمن التوعية والإرشاد فيما يخص الحالات الطارئة، واتخاذ الخطوات اللازمة عند مواجهة الكوارث الطبيعية ومراقبة مجريات السلامة العامة داخل الجامعة. هذا فضلا عن دور المركز في بعض المساقات التدريسية الاختيارية ذات العلاقة بالإسعافات الأولية.
وضمن حرم الجامعة من الجهة الشمالية على الطريق المتوجه نحو مدينة المفرق بُنِيَّ مبنىً تابعٌ للقوات المسلحة الأردنية، وهو صرح الشهيد الشمالي. وقد اختير مكان الصرح استذكاراً للمعارك والجنود الأردنيين الذين قضوا في معارك عام 1970 م ضد الجيش السوري في تلك المنطقة وما حولها، إضافة لما يَعُدُّهُ الجيش العربي نقطة انطلاقه للمشاركة في حرب رمضان ضمن مشاركة الأردن في حرب أكتوبر؛ إذ أن منطقة الرمثا هي بوابة الأردن نحو سوريا ومنطقة الجولان والجنوب السوري بشكلٍ عام. يحوي الصرح مجموعة من المعدات والآليات العسكرية ومجسما لطائرة حربية جميع ذلك مما استخدم في حروب الأردن ومعاركه. يُذكر أن الصرح هذا افتتح في الثلاثين من كانون الثاني - يناير عام 2003 م على مساحة 34 دونماً.

### مستشفى الملك عبد الله الجامعي

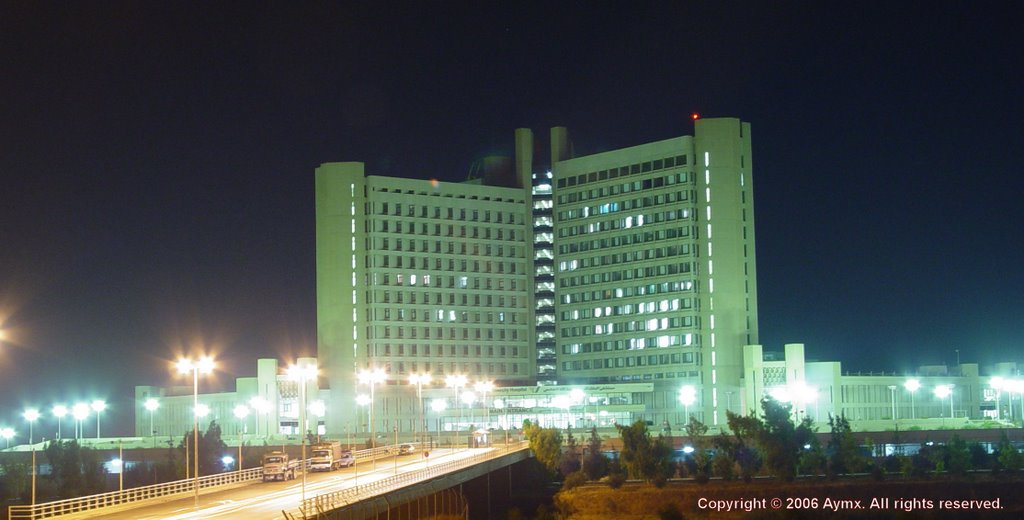
المستشفى كما يظهر من الطريق الرئيس المؤدي إليه.

مستشفى الملك عبد الله المؤسس الجامعي، والمعروف باللغة الإنجليزية بالاختصار «KAUH»، وقد سُمّي باسم أول ملوك الأردن ومؤسس كل من إمارتها ومملكتها الملك عبدالله الأول بن الحسين. والمستشفى هو أكبر مستشفيات شمال الأردن ومن أكبر المستشفيات على مستوى الأردن؛ إذ أنه يقدّم الخدمة الصحية لأكثر من مليوني مواطنٍ وقاطنٍ في إقليم شمال الأردن، وهو إقليمُ يمتدُ جغرافياً من نهر اليرموك شمالاً إلى نهر الزرقاء جنوباً، ومن نهر الأردن غرباً إلى حدود البادية (الصحراء المعروفة بالبرية) شرقاً. أما إداريّاً فهو يضم كافة مساحة محافظات إربد وعجلون وجرش والمفرق. مع أن في الإقليم عدد كبير من المستشفيات كذلك.
إضافة لذلك فَإِنّ المستشفى هو مستشفىً تعليمي تابع للجامعة وتحت إدارتها، ويقع المبنى الخاص بالمستشفى ضمن مجمع المباني الطبية شمال الحرم الجامعي. ويعمل في المسشفى فريق كبير مختص من المعالجين والممرضين الذين يعملون بدوام كامل، إضافة إلى الجراحين الذين هم أعضاء في الهيئة التدريسية لكلية الطب البشري العاملين في الجامعة، بالإضافة لأطباء آخرين عاملين في وزارة الصحة والخدمات الطبية الملكية التابعة للقوات المسلحة الأردنية.

شعار المستشفى

انطلقت المستشفى في عملها عام 2002 م بعد الانتهاء من بنائها بواسطة شركة أكسيونا. وقد بلغت تكلفة بناء المستشفى حوالي مائة وعشرين مليون دولار. ويقضي الطلبة المنتمين للكليات الطبية تدريبهم في المستشفى. وقد جاء بناء الجامعة من أجل توفير العلاج المناسب لمنطقة إقليم شمال الأردن؛ إذ لم تكن قبل ذلك أية مستشفى شاملة تقدم علاجا متطورا لأهل المنطقة، الشيء الذي كان يضطرهم للسفر إلى عمّان لتلقي بعض العلاجات غير المتوفرة في مناطقهم. وقد تعرض المشروع لبعض المعارضة لأسباب متعددة منها طريقة شكل بناء المستشفى؛ حيث أن البعض رأى أن البناء يجب أن يكون أفقيا لا عمودياً.
فيما يتعلق ببناء المستشفى، فإن المستشفى يتكون من برج شاهق مكون من خمسة عشر طابقٍ والتي تتوزع عليها أسِرَّة المستشفى. إضافة لتلك الطوابق، فهنالك ثلاثة طوابق أرضية والتي تتموضع فيها كل من العيادات الخارجية وخدمات التشخيص والخدمات الصحية الأخرى، إضافةً لوحدات أخرى كذلك. وتبلغ مساحة المستشفى -بطوابقه- والمباني التابعة له في حرم الجامعة 95583 متر مربع، كما تبلغ مساحة مركن السيارات ذو الطابقين الخاص بالمستشفى 9000 متر مربع. كما تبلغ السعة السريرية في المستشفى 683 سريرا ًمستخدم، يمكن أنْ تُصبح 800 سرير في حالات الطوارئ.
وتتوزع المستشفى إلى كل من الأقسام التالية: الجراحة العامة والجراحة الخاصة وقسم الطوارئ وطب الأطفال والنسائية والتوليد، والباطنية والجلدية، وقسم القلبية وقسم العيون وقسم الأشعة السينية التشخيصية وقسم الأمراض والمختبرات، ووحدة التنظير الداخلي قسم الأعصاب قسم العلاج الطبيعي والتأهيل وقسم التمريض وقسم نظم المعلومات.

### المكتبة

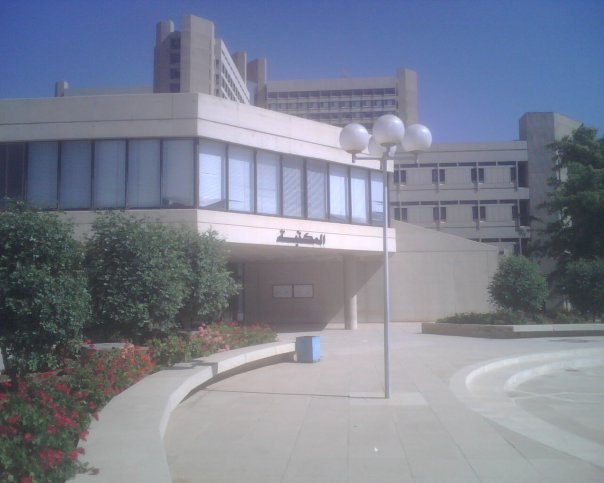
المبنى القديم للمكتبة الرئيسة، قبل بناء المبنى الحديث.

قبل بناء المكتبة الحديثة عام 2013 م، كانت الجامعة تضم مكتبتين اثنتين؛ واحدةٌ ضمن مباني الكليات الطبية شمال الحرم الجامعي، بينما كانت الأخرى في الجزء الجنوبي من الجامعة ضمن الكليات الهندسية. ومع أن كلا المكتبتين كانتا تمنحان الطلاب ما يحتجونه من المكان المناسب والمريح للقراءة والدراسة؛ فإن المكتبة ذات الطابقين التي كانت ضمن الكليات الطبية كانت أكبر، كما كانت تحوي 115,000 كتاب و 45,000 سلسلة لمجلات دورية لم تَعُد تُطبع؛ الشيء الذي جعلها تُعدُّ المكتبة الرئيسة في الجامعة آنذاك. واعتمدت المكتبة القديمة آنذاك -بفرعيها- على نظام تصنيف مكتبة الكونغرس وعلى قواعد الفهرسة الأنجلو أمريكية، وكذلك على التقنيين الدولي للوصف الببليوجرافي، وهو الشيء الذي ما زال مستمراً في المكتبة الحديثة بمبناها الجديد. ولغاية التقدم في مجال التقنيات الحديثة الخاصة بمجال المكتبات وعلم المعلومات، فقد بدأت المكتبة ومنذ عام 1993 م في توفير خدمات استرجاع المعلومات من خلال عدد جيد من فواعد البيانات التي كانت تُنشر إما من خلال الأقراص المدمجة، وهذا كان سابقاً، أو من خلال الاشتراك من خلال الشابكة التي تحتاج لاتصال بالموقع المطلوب.

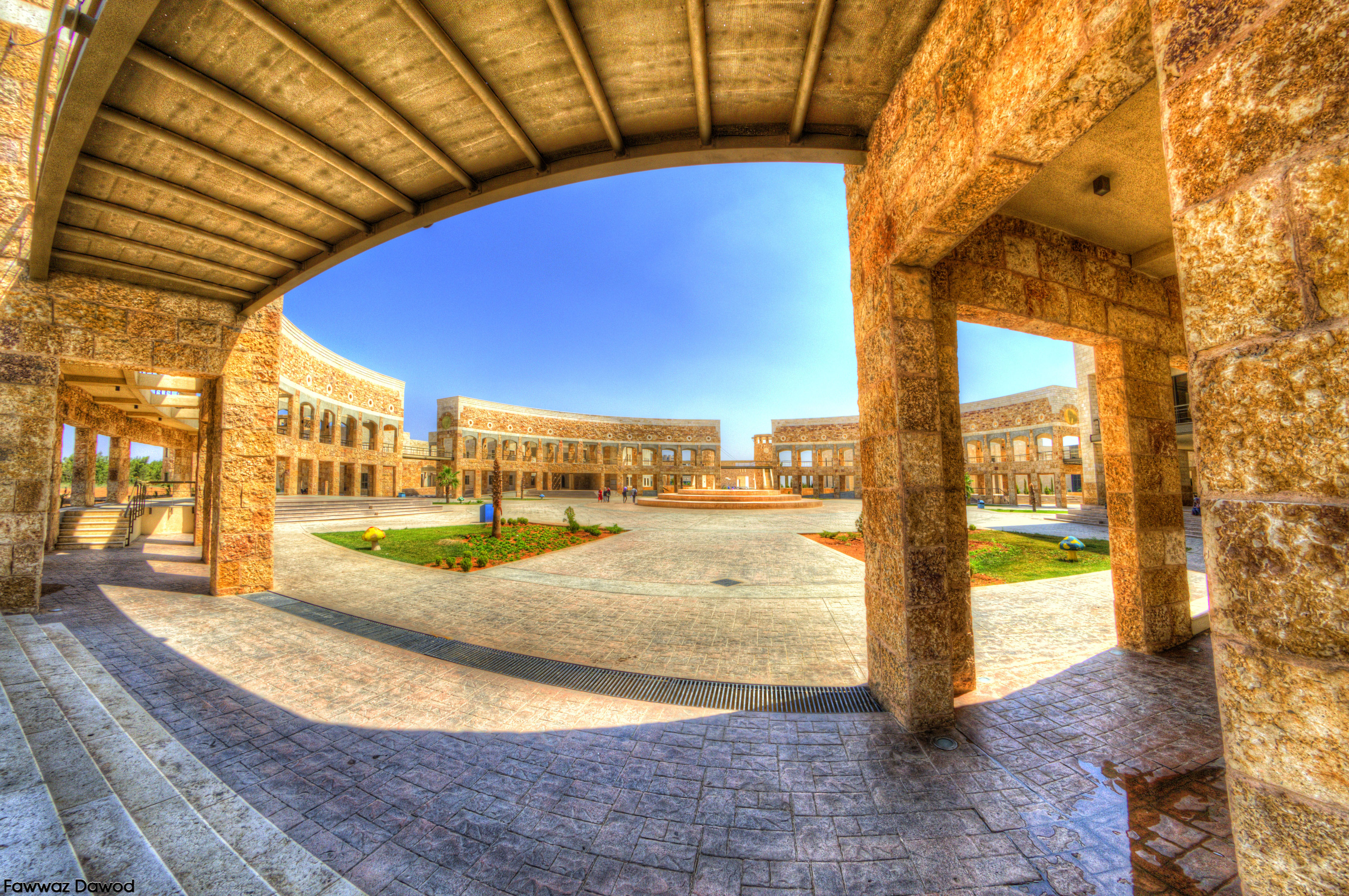
منطقة المكتبة في الجامعة؛ حيث تقع أكبر مكتبة جامعية في الشرق الأوسط.

ولقد استُغنيَ عن المكتبتين السابقتين وحول المبنيان الخاصان بهما لأغراض أخرى بعد اكتمال بناء المكتبة الحديثة والتي تتوسط الجامعة؛ حيث تقع بين الكليات الطبية في الشمال والكليات الهندسية في الجنوب. وتُعد واحدة من أكبر مكتبات جامعات الشرق الأوسط، فيما يرى آخرون أنها الأكبر بالفعل بين مكتبات جامعات الشرق الأوسط. وتتكون المكتبة من ثلاث طوابق تضم بين جنباتها كتبا في مختلف الموضوعات والتخصصات؛ هذا فضلا عن القاعات المخصصة للدراسة والتي تختلف في طبيعتها بين القاعات الهادئة أو الصامتة أو بعض القاعات الصغيرة المخصصة للدراسة الجماعية، كذلك تحتوي المكتبة على قاعتين مجهزتين بعدد كبير من أجهزة الحاسوب؛ والمعدة لإجراء البحوث والاطلاع على آخر الإصدارات العلمية العالمية من خلال اشتراك بقواعد البيانات التي توفرها الجامعة. ومما يُذكر أن الجامعة تُغطي المكتبة وغيرها من مساحات الجامعة بشبكة لاسلكية تتصل بالشابكة معدة للولوج للمواقع العلمية.
وتبلغ مساحة المكتبة اثنا عشر ألفاً وخمسمائة مترٍ مربع. كما بإمكان المكتبة استقبال ألفين وخمسمائة زائر في الوقت نفسه، كما تتميز المكتبة بخدمتها الذاتية لاستعارة الكتب، وتعتمد المكتبة على تحديد الهوية بموجات الراديو؛ إذ يستطيع الطلاب استعارة الكتب من خلال هوياتهم الجامعية فقط وتمريرها عبر أجهزة مخصصة لاستعارة الكتب. ومما هو جدير بالذكر، أن المكتبة تضم مئة وتسعين ألفَ كتابٍ ورقي يمكن رفعها إلى نصف مِليون نظرا لقدرة المكتبة على ذلك، هذا بالإضافة إلى ثلاثمائة واثنين وعشرون ألفا وأربع وتسعين كتاباً إلكترونياً. كذلك فهي تضم ثمانية وخمسين ألفاً ومئتين وثلاثين مجلة علمية دورية، إضافة إلى اشتراكها في ثمانية وخمسين قاعدة بيانات لكبريات المواقع الموصلة للدوريات العلمية الكبرى بشكل كامل. ومما هو جديرٌ بالذِّكر، أَنَّ الجِهَةَ المَسؤولةُ عن إدارة المكتبة في الجامعة هي وحدة المكتبة الإدارية، والّتي تتكون بالإضافة إلى الإدارة من ثلاث دوائر هي دائرة الخدمات الإلكترونية ودائرة الخدمات الفنية، بالإضافة إلى دائرة الخدمات العامة.
| المسافة بين الجامعة وأهم المناطق الأردنية | المسافة بين الجامعة وأهم المناطق الأردنية | المسافة بين الجامعة وأهم المناطق الأردنية | المسافة بين الجامعة وأهم المناطق الأردنية | المسافة بين الجامعة وأهم المناطق الأردنية | المسافة بين الجامعة وأهم المناطق الأردنية | المسافة بين الجامعة وأهم المناطق الأردنية | المسافة بين الجامعة وأهم المناطق الأردنية | المسافة بين الجامعة وأهم المناطق الأردنية | المسافة بين الجامعة وأهم المناطق الأردنية | المسافة بين الجامعة وأهم المناطق الأردنية | المسافة بين الجامعة وأهم المناطق الأردنية | المسافة بين الجامعة وأهم المناطق الأردنية | المسافة بين الجامعة وأهم المناطق الأردنية | المسافة بين الجامعة وأهم المناطق الأردنية | المسافة بين الجامعة وأهم المناطق الأردنية | المسافة بين الجامعة وأهم المناطق الأردنية | المسافة بين الجامعة وأهم المناطق الأردنية | المسافة بين الجامعة وأهم المناطق الأردنية | المسافة بين الجامعة وأهم المناطق الأردنية |
| ----------------------------------------- | ----------------------------------------- | ----------------------------------------- | ----------------------------------------- | ----------------------------------------- | ----------------------------------------- | ----------------------------------------- | ----------------------------------------- | ----------------------------------------- | ----------------------------------------- | ----------------------------------------- | ----------------------------------------- | ----------------------------------------- | ----------------------------------------- | ----------------------------------------- | ----------------------------------------- | ----------------------------------------- | ----------------------------------------- | ----------------------------------------- | ----------------------------------------- |

| من - إلى                  | المسافة (كم) |
| ------------------------- | ------------ |
| الجامعة - عمان، وسط البلد | 80           |
| الجامعة - الزرقاء         | 65           |
| الجامعة - إربد            | 20           |
| الجامعة - الرمثا          | 10           |
| الجامعة - جرش             | 42           |
| الجامعة - عجلون           | 62           |
| الجامعة - المفرق          | 45           |
| الجامعة - الكرك           | 215          |
| الجامعة - معان            | 303          |
| الجامعة - العقبة          | 410          |

## الرئاسة والهيئات

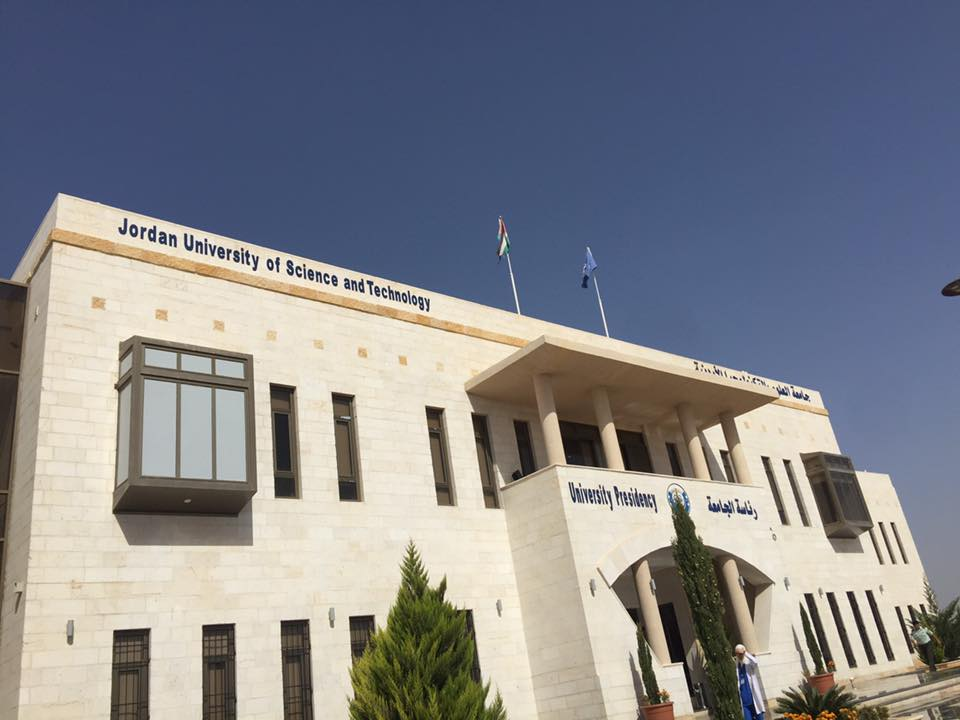
مبنى رئاسة الجامعة

يرأس الجامعة رئيس برتبة وزير، ومن أهم الشروط التي يجب توافرها في شخص الرئيس هو أن يكون أردنياً وحاصلاً على رتبة الأستاذية الكاملة في مجال تخصصه. يُشترط لمنصب رئيس جامعة العلوم والتكنولوجيا الأردنية - مثل غيرها من الجامعات الأردنية الرسمية- عدة شروط تتمثل في أن يكون الرئيس أردني الجنسية وأن يكون ممن يحمل رتبة الأستاذية لمدة خمس سنين على الأقل وأن يكون ممن نولى منصب عميد أو رئيس قسم في الجامعة. ويعين الرئيس بتنسيب من مجلس أمناء الجامعة إلى وزارة التعليم العالي وتصدر إرادة ملكية شكلية في خصوص ذلك. وللرئيس أربعة نواب من كليات مختلفة، كما له أربعة مساعدين. 

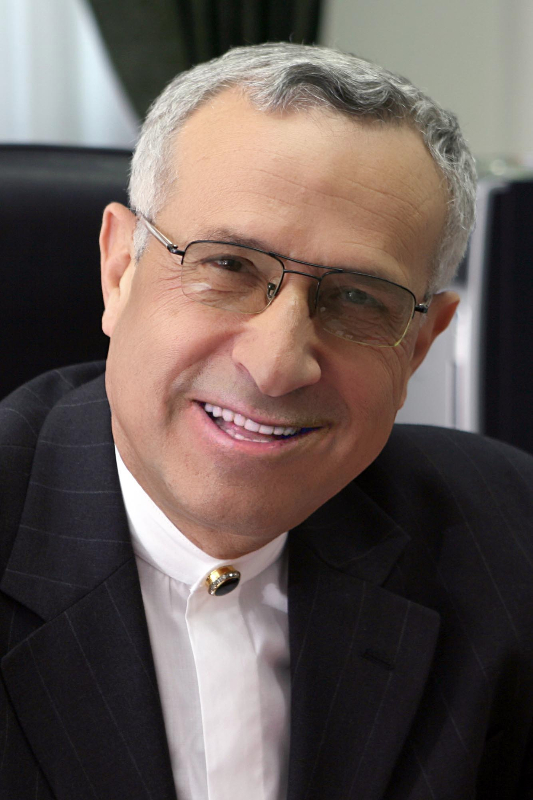
كامِل العَجْلُونِي الرَّئيسٍ المُؤَسِسُ لِلجامِعَةِ.

ترَأّس الجامعة منذ انفصالها عن جامعة اليرموك عدد من الشخصيات التعليمية وهم:
| الرقم | الاسم               | مدة الرئاسة     |
| ----- | ------------------- | --------------- |
| 1     | أ.د كامل العجلوني   | 1986 م - 1995 م |
| 2     | أ.د سعد حجازي       | 1995 م - 2004 م |
| 3     | أ.د وجيه عويس       | 2004 م - 2011 م |
| 4     | أ.د عبد الله ملكاوي | 2011 م - 2015 م |
| 5     | أ.د محمود الشياب    | 2015 م - 2016 م |
| 6     | أ.د عمر الجراح      | 2016 م - 2017 م |
| 7     | أ.د صائب خريسات     | 2018 م -2021    |
| 8     | أ.د خالد السالم     | 2021- الان      |

ومثل غيرها من الجامعات الأردنية الحكومية، فإنَّ للجامعة مجلس يُسمّى مجلس أمناء الجامعة. ويقوم هذا المجلس بوضع الاستراتيجيات العامة للجامعة والتنسيب بمن يشغل منصب الرئيس في الجامعة. وبشكل عام فإن مجلس الأمناء يضم أعضاءاً لهم باع طويل في الحياة العامة والبيئة الجامعية الأردنية. وإضافة لذلك، فللجامعة مجلسٌ يسمى مجلس الجامعة يرأسه رئيس الجامعة ويضم نواب الرئيس الأربعة وعمداء الكليات أو ممثلون عنها من أعضاء هيئتها التدريسية وكل من عمداء البحث العلمي وشؤون الطلبة ومعهد النانوتكنولوجي، كما يضم ممثلين اثنين عن المجتمع المحلي ومديري الوحدات الرئيسة في الجامعة وهي وحدة الشؤون المالية، ووحدة الموارد البشرية، ووحدة العلاقات العامة والإعلام. كما يضم المجلس وبشكل أساس ممثلاً عن خريجي الجامعة، بالإضافة إلى رئيس مجلس اتحاد الطلبة المُنتَخَب من قبل الطلاب. كما أنَّ للجامعة مجلسا للعمداء، يضم عمداء العمادات جميعاً، بالإضافة لنواب رئيس الجامعة والرئيس.

### الهيئة الإدارية
تُديرُ الجامعَة عَدَدٌ مِنَ الوحدات الإِدارية والدّوائر؛ حيث تضم كل وحدة عدداً من الدوائر. كما أن هناك دوائر مستقلة عن أي وحدات، وهذه الوحدات والدوائر هي.
| 1  | وحدة المكتبة                  | 2  | وحدة الشؤون المالية           | 3  | وحدة القبول والتسجيل                 | 4  | وحدة الموارد البشرية                  | 5  | وحدة التشغيل والصيانة  |
| 6  | وحدة اللوازم المركزية         | 7  | وحدة شؤون المجالس             | 8  | وحدة المشاغل الهندسية                | 9  | وحدة المشاريع الهندسية                | 10 | وحدة رئاسة الجامعة     |
| 11 | وحدة العلاقات العامة والإعلام | 12 | وحدة الرقابة والتدقيق الداخلي | 13 | وحدة خدمات البحوث والعمليات الزراعية | 14 | دائرة العطاءات المركزية               | 15 | دائرة الشؤون القانونية |
| 16 | دائرة الأمن الجامعي           | 17 | دائرة التغذية                 | 18 | دائرة التدبير المنزلي                | 19 | دائرة السلامة والصحة المهنية والبيئية | 20 | دائرة النقل            |

كما في الجامعة عدة مكاتب تابعة لجهات خارج الجامعة، وهي:
| الرقم | المكتب                                         |
| ----- | ---------------------------------------------- |
| 1     | مكتب العلاقات الدولية                          |
| 2     | مكتب المستشار الثقافي                          |
| 3     | مكتب ديوان المحاسبة                            |
| 4     | مكتب البعثات العسكرية                          |
| 5     | مكتب تنسيق وزارة التربية والتعليم              |
| 6     | مكتب شؤون خدمة العلم                           |
| 7     | بنك القاهرة عمان/فرع جامعة العلوم والتكنولوجيا |

### الهيئة التدريسية
خمسون بالمائة من أعضاء الأساتذة في الخامعة هم من خريجي الجامعات الأمريكية، بينما تبلغ نسبة خريجي الجامعات الأوروبية إحدى وعشرين بالمائة؛ أغلبهم من خريجي جامعات المملكة المتحدة. وفي المرتبة الثالثة تأتي الجامعات الأردنية بنسبة ثمانية عشر بالمائة، وبعدها تأتي كل من الجامعات الكندية والجامعات الأسترالية بنسبة متساوية وهي ستة بالمائة.

### ميزانية الجامعة
بلغت ميزانية الجامعة مئة مليون دينارٍ أردني في عام 2017 م. وكانت قد قبل ذلك قد بلغت خمساً وتسعينَ مِليون دينارٍ أردني، منها سبعة ملايين دينار مخصصة لأغراض البحث العلمي. وفي تصريح عبر برنامج حواري على شاشة التلفزيون الأردني عام 2018 م، صرّح وزير التعليم العالي الأسبق عادل الطويسي أن جامعة العلوم والتكنولوجيا لا تُعاني من أية مديونيات لافتاً أن سبب ذلك هو الإدارة والبرامج الأكاديمية الجيدة. كما استطاعت الجامعة أن تنهي العجز المقدر خلال عام 2016 م والذي بلغ إحدى عشر مليون دينار أردني كذلك عام 2017 م. وتُعد الرسوم الدراسية التي تتلقها الجامعة بأشكالها المختلفة الرافد الأهم للخزينة؛ إذ تبلغ حوالي سبعين مليون دينار أكثرها من البرنامج الموازي، مع أن الجامعة هي صاحبة أدنى الرسوم بين كل الجامعات الأردنية الرسمية. وفي الجهة المقابلة بلغت أرباح استثمارات الجامعة حوالي 30 مليون دينار أردني. وتنفق الجامعة حوالي مليون ونصف المليون دينار ما بين منح ورواتب شهرية ومخصصصات لدعم الأبحاث لطلبة كلية الدراسات العليا. يُذكر أن كلفة الاستثمار بالجامعة منذ تأسيسها بلغ مليار ونصف المليار دينار أردني. وقد أنفقت الجامعة إلى عام 2012 م حوالي خمسين مليون دينار على ابتعاث الطلبة المتفوقين إلى المملكة المتحدة والولايات المتحدة وغيرهما.

## الكليات والمعاهد والمراكز العلمية

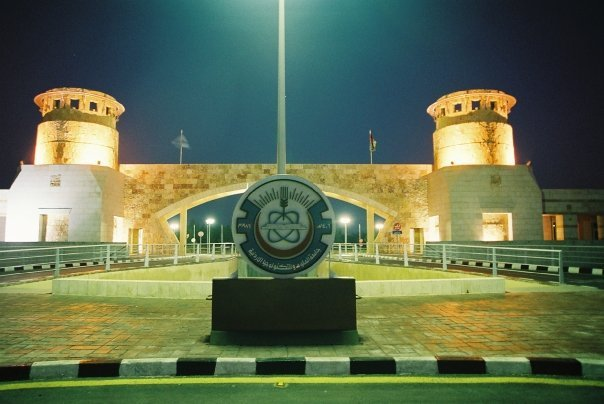
بَوابةُ الجَامِعَةِ الرئيسة من الداخل.

جامعة العلوم والتكنولوجيا هي موطن لاثنتي عشرة كلية. وتتوزع هذه الكليات على خمسةٍ وخمسين قسماً؛ منها اثنان وأربعون قسماً تمنح درجة البكالوريوس، هذا إِضافَةً إلى 95 برنامجاً للدراسات العليا. تعتبر اللغة الإنجليزية لغة التدريس الرسمية في الجامعة؛ إذ هي لغة المحاضرات والامتحانات والأبحاث وغير ذلك مما يتعلق بمجريات العملية التدريسية. ومع ذلك فإن اللغة العربية تستخدم في أحايين كثيرة في بعض المساقات المتعلقة باللغة العربية والحضارة الإسلامية وغيرها، كما لا ينعدم استخدام اللغة العربية في الجامعة لكون العدد الأكبر من الطلبة لغتهم الأم هي العربية. إضافة لهذه الكليات، فهنالك ثلاثة عمادات، وهي عمادة شؤون الطلبة، وعمادة البحث العلمي، إضافةً لذلك فإنّ معهد النانوتكنولوجي يرأسه عميد. وتعد كل من كليتي الطب والهندسة أبرز كليتين في الجامعة؛ حيث تتميز الجامعة بهما. إضافة لهذه الكليات والعمادات، تضمُّ الجامعة - كباقي الجامعات الأردنية - شُعبةَ العلوم العسكرية؛ والتي تتولى تنسيق وتدريس مساق العلوم العسكرية الإجباري للطلبة الأردنيين والاختياري لغيرهم. يُذكر أنّ كلَّ كليَّةٍ في الجامعة تُعرف بلون رمزي يشير لها:
| كلية الزراعة | كلية العلوم الطبية التطبيقية | كلية تكنولوجيا الحاسوب والمعلومات | كلية طب الأسنان | كلية الهندسة | كلية الطب | كلية التمريض | كلية الصيدلة | كلية العلوم والآداب | كلية الطب البيطري | كلية العمارة والتصميم | كلية الدراسات العليا |
| ------------ | ---------------------------- | --------------------------------- | --------------- | ------------ | --------- | ------------ | ------------ | ------------------- | ----------------- | --------------------- | -------------------- |
|              |                              |                                   |                 |              |           |              |              |                     |                   |                       |                      |

### كلية الهندسة
كلية الهندسة في الجامعة تأسست عام 1979 م، وتُعتبر الكلية الأكبر على مستوى الجامعة؛ إذ تضم ثمانية أقسام، إضافة إلى 61 مختبراً بحثياً وتعليمياً. وقد كانت الكلية في بداياتها تابعة لجامعة اليرموك، وذلك قبل أن تنفصل مع خمس كليات أُخَر لتشكل النواة الأساسية لجامعة العلوم والتكنولوجيا الأردنية. ويمنح كل قسم من الأقسام في الكلية درجة البكالوريوس في المجال العلمي الهندسي المخصصة له. كما تمنح كلية الدراسات العليا درجات الماجستير في عدة تخصصات بالتعاون مع هذه الأقسام التي تُكَوِّنُ كلية الهندسة.
وقبل عام 2008 م، كان قسم العمارة قسماً ضمن كلية الهندسة ولكنه انفصل في ذلك العام ليشكل كُلِّية مستقلة. ومما هو جدير بالذكر أن الكلية معتمدة من قِبل مجلس الاعتماد للهندسة والتكنولوجيا الأمريكي المعروف بالإنجليزية بالاختصار «ABET»، وذلك من خلال لجنة اعتماد الهندسة في هذا المجلس «EAC» وأقسام الكلية هي  الهندسة الطبية الحيوية وهندسة الطيران والهندسة الكيميائية والهندسة المدنية والهندسة الكهربائية والهندسة الصناعية والهندسة الميكانيكية والهندسة النووية.
وكلية الهندسة وطلابها كان لهما الدور الأبرز في أحداث جامعة اليرموك التي وقعت عام 1986 م قبل انفصال جامعة العلوم والتكنولوجيا. وكان السبب المباشر لتلك الأحداث هو رفع إدارة جامعة اليرموك لمعدل النجاح إلى سبعين بالمئة، وبعدها رفع رسوم التدريب العملي مما أدى لاحتجاجات واسعة في الجامعة كان لطلاب الهندسة فيها دور بارز. وقد أدت هذه الاحتكاكات إلى التصادم بين القوى الطلابية ورئاسة الجامعة ممثلة برئيس الجامعة عدنان بدران. وقد كان للأحزاب والتنظيمات السياسية دور بارز في توجيه دفة الأحداث خصوصا عندما أرغم الطلاب من ذوي التوجه اليساري الجامعة على التراجع عن تغيير الجدول الدراسي الذي كان سيؤثر على عدد من الطلبة الذين توجهوا إلى لبنان للقتال بجانب الفصائل الفلسطينية عام 1982 م خلال الاجتياح الإسرائيلي للبنان 1982 م. كذلك فقد شاركت جماعة الإخوان المسلمين في الأحداث تلك لتكون أول مرة يجتمع فيها التياران ضمن تنسيق واحد في تاريخ الأردن، وقد عرفت جامعة اليرموك آنذاك شعار «يا عمال العالم صلوا ع النبي» دلالة على ذلك تندراً. وقد تناولت رواية حديث الجنود لمؤلفها أيمن العتوم تلك الأحداث التي مرَّت بها كلية الهندسة.

### كلية التمريض

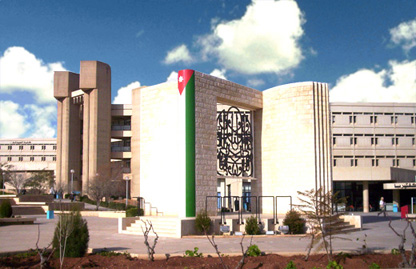
قرب الكليات الطبية في الجامعة.

تأسست الكلية عام 1983 م لتكون إحدى الكليات التابعة لجامعة اليرموك؛ وذلك قبل أن تستقل الكلية مع خمس كليات أخرى لتشكل معاً نواة جامعة العلوم والتكنولوجيا الأردنية. وقد بدأت الكلية بعضوين اثنين للهئية التدريسية وثلاثٍ وعشرين طالبا، بينما كان عدد أعضاء الهيئة التدريسية في السنة الدراسية 2017 م/2018 م 47 حاملاً لشهادة الدكتوراه، والذين يتدرجون في الرتب الأكاديمية من أستاذ مساعد إلى أستاذ كامل، إضافةً لـ 26 محاضر متفرغ معظمهم من حملة الماجستير. كما تواجد ضمن الهئية مدرس، وعدد آخر من حملة الماجستير والبكالوريوس الذين يعملون مدربين سريريين مؤهلين. وتضم الكلية أربعة أقسام هي قسم تمريض صحة الأم والطفل، وقسم تمريض صحة البالغين، وقسم تمريض صحة المجتمع والصحة النفسية، والقسم الأصغر في الكلية، وهو قسم القبالة. وتمنح الأقسام -عدا القبالة- مجتمعة شهادة البكالوريوس في تخصص التمريض، كما يمنح قسم القبالة شهادة البكالوريوس في القبالة.

### كلية الصيدلة

المربع الخاص بكلية الصيدلة ويظهر على أحد المباني الحرفان "PH" رمزًا لكلمة صيدلة (Pharmacy) باللغة الإنجليزية.

كلية الصيدلة في الجامعة هي الكلية الأولى من نوعها في الأردن، وقد أُنشئت عام 1979 بكونها قسماً من كلية العلوم الطبية ضمن جامعة اليرموك آنذاك بإرادة ملكية. وبسبب النمو والتطور السريع في القسم، فقد حُوِّل لكلية مستقلة في 19 أيلول من العام 1983 م، وبعد ثلاث سنوات، أي في عام 1986 م، استقلت الكلية مع خمس كليات أخرى لتشكل معاً نواة جامعة العلوم والتكنولوجيا الأردنية. وتضم الكلية ثلاثة أقسام وهي قسم الصيدلة التكنولوجية، وقسم الصيدلة السريرية وهو أكبر هذه الأقسام، إضافة لقسم الكيمياء الطبية والعقاقير.
وتمنح الكلية درجة البكالوريوس في تخصصين هما الصيدلة ودكتور في الصيدلة، كما تمنح كلية الدراسات العليا في الجامعة بالتعاون الوثيق مع الكلية درجة الماجستير في تخصصات صيدلية مختلفة.

### كلية طب الأسنان
أُنشئت كلية طب الأسنان في الجامعة بموجب إرادة ملكية في 16 أيلول 1983 م. وقد قُبلت أول مجموعة في الكلية في السنة الدراسية 1984 م/1985 م،  ثُمَّ انفصلت الكلية مع خمس كليات أخرى لتشكل جامعة العلوم والتكنولوجيا الأردنية. وتضم الكلية أربعة أقسام، وهي قسم طب وجراحة الفم، وقسم الوقاية السنية، وقسم التركيبات السنية، وقسم المعالجة التحفظية السنية. وتمنح هذه الأقسام مجتمعة درجة البكالوريوس في طب وجراحة الأسنان.

### كلية الطب البشري
تُعَدُّ كلية الطب في الجامعة الثانيةَ من نوعِها على مستوى الأردن بعد نظيرتها تلك في الجامعة الأردنية؛ فقد تأسست عام 1983 م لتكون جزءاً من جامعةِ اليرموك، وذلك قبل أن تنفصل مع خمس كليات أُخرٍ مشكلةً نواةَ جامعة العلوم والتكنولوجيا الأردنية. تتعاون الكُلِّية بشكل كبير مع مستشفى الملك المؤسس عبدالله الجامعي، والتي تعتبر المستشفى التعليمي للكلية وللكليات الطبية في الجامعة بشكلٍ عام؛ حيث يُمضي الطلاب دراساتهم التطبيقية في مرحلة البكالوريوس بعد السنة الثالثة، وتدريبهم وإقاماتهم. أيضاً تتعاون الكلية مع كلية والدراسات العليا والمستشفى في مرحلة الاختصاص العالي والماجستير.
| 1  | علم وظائف الأعضاء والكيمياء الحيوية ووراثة الإنسان | 2  | الجراحة العامة والمسالك البولية وجراحة الأطفال | 3  | الأمراض الباطنية                | 4  | الجراحة الخاصة               | 5  | الصحة العامة       |
| 6  | العلوم العصبية                                     | 7  | النسائية والتوليد                              | 8  | أمراض الأطفال واليافعين والخداج | 9  | علم الأمراض والأحياء الدقيقة | 10 | التشريح            |
| 11 | الأشعة التشخيصية والتداخلية والطب النووي           | 12 | التخدير والإنعاش                               | 13 | علم الأدوية                     | 14 | الإدارة والسياسات الصحية     | 15 | طب الأسرة والطوارئ |

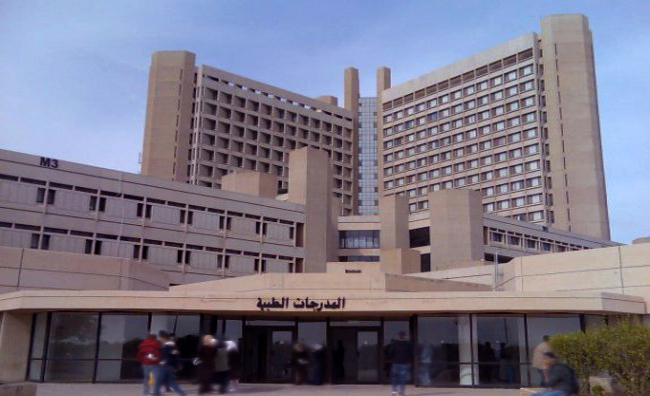
المدرجات الطبية ضمن الكليات الطبية في الجامعة وتظهر في الصورة مستشفى الملك المؤسس عبدالله الجامعي.

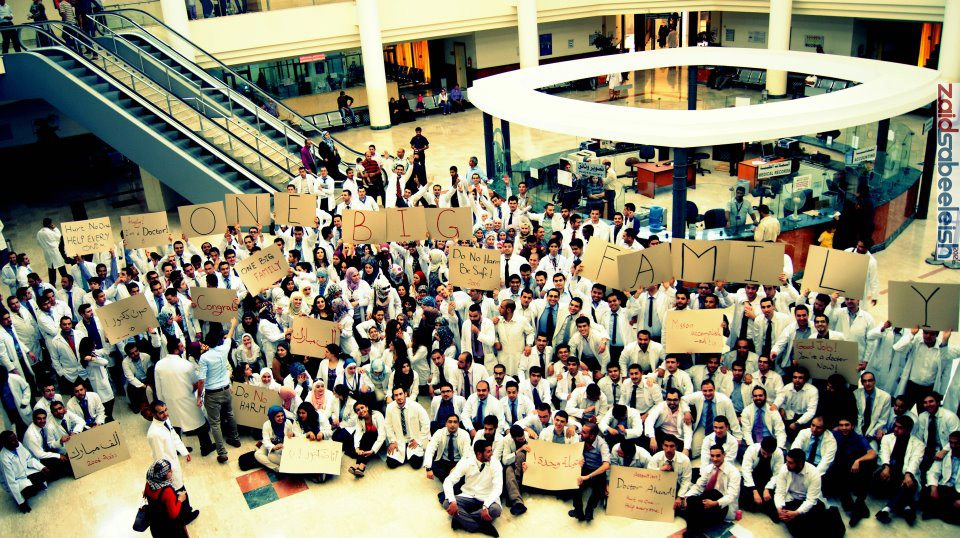
طلبة الطب والجراحة في الجامعة يحتفلون في بعد إتمامهم آخر متطلبات تخرجهم عام 2012 م

وتمنح الكلية درجة البكالوريوس في تخصصين، هما البكالوريوس في الإدارة والسياسات الصحية عبر القسم المختص بهذا المجال، بينما تمنح باقي الأقسام درجة البكالوريوس في الطب والجراحة. كما تتعاون هذه الأقسام مع كلية الدراسات العليا في منح درجة الاختصاص العالي في الطب لطلاب الطب في تخصصاتها، بالإضافة إلى التنسيق في ما يخص برامج الماجستير، سواءاً المتعلقة بتخصص الطب البشري أو تخصص الإدارة والسياسات الصحية.
ولخريجي الكلية سمعة تعليمية متميزة؛ وذلك تبْعاً لما يُحقّقونه من نتائج متفوقة في اختبار الرخصة الطبية الأمريكي، الشيء الذي يؤهلهم لأن يُمضوا إقاماتهم أو دراساتهم العليا في أشهر المؤسسات التعليمية أو الصحية على مستوى العالم. ويُذكر أن الكلية مشارك نشط في البحث العلمي على المستويين الدولي والإقليمي؛ إذ استضافت عدداً من الفعاليات والمؤتمرات، مع تركيزها على مواضيع طبية تتعلق بوقاية عضلة القلب والبحث العلمي حولها والتخدير وطب الأطفال والطب الباطني. كما عقدت عدد من الجهات العالمية الشهيرة التي تمنح الزمالة امتحاناتها في الكلية، مثل زمالة الكلية الملكية للأمراضيين؛ مما أتاح للأمراضيين الأردنيين والعرب فرصة التقدم للامتحان خارج المملكة المتحدة ومما هو جدير بالذكر أن الكلية تعتبر أكثر الكليات تنوعاً من حيث جنسيات وأعراق الطلبة؛ إذ تستقبل طلاباً من الوطن العربي، من دول مجلس التعاون الخليجي وسوريا والعراق ولبنان وغيرها، كما تستقبل طلابا من دول آسيوية مثل ماليزيا وإندونيسيا، وكذلك طلابا من إفريقيا وغيرهم الكثير من الطلاب الدوليين.

### كلية الزراعة

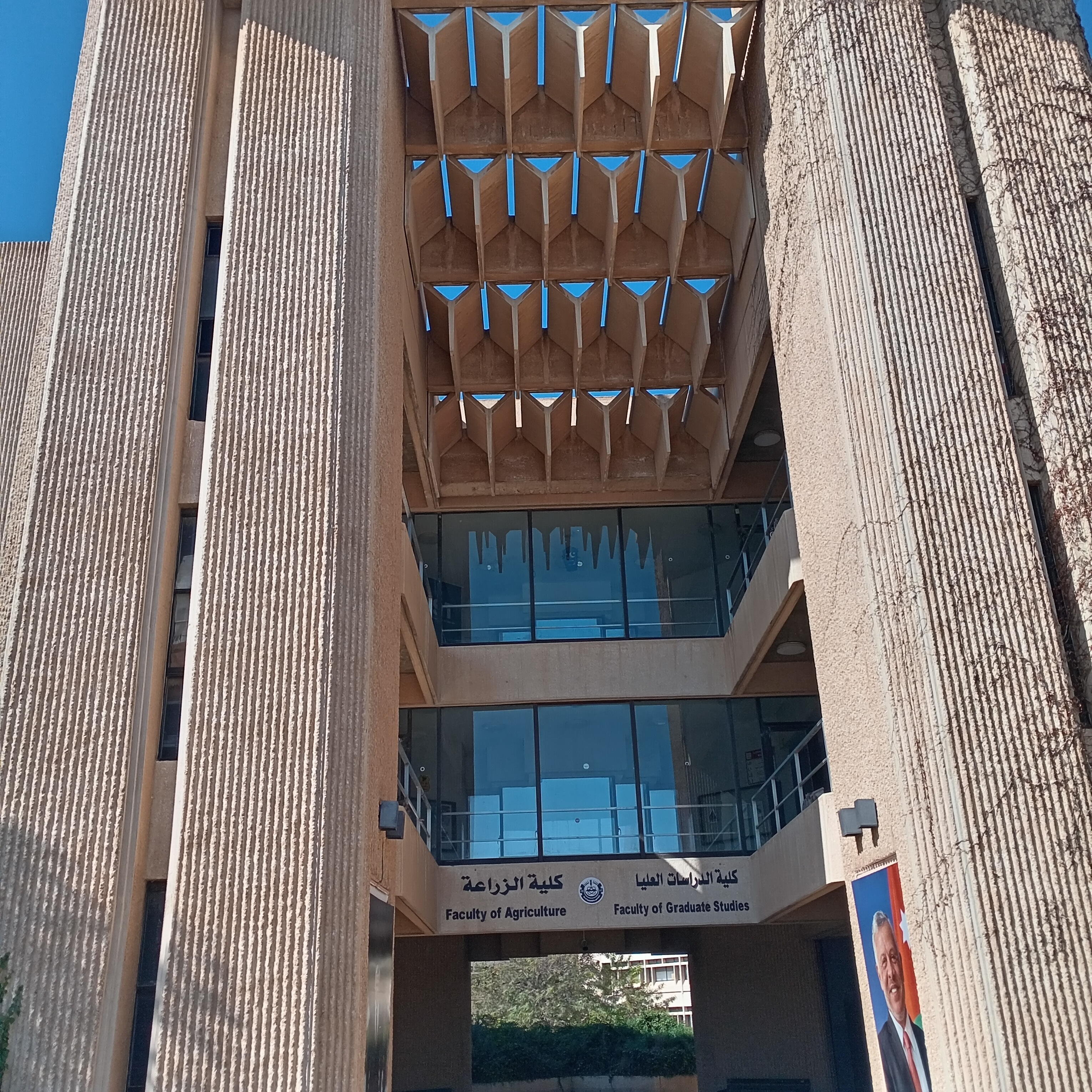
بوابة كلية الزراعة وكلية البحث العلمي

أُسست الكلية بإرادة ملكية في 2 تشرين الأول من العام 1985 م، من أجل النهوض بواقع الثروة الزراعية والأمن الغذائي وتطويره في الأردن. وقد بوشِرت الدراسة في الكلية في العام الدراسي 1989 م/1990 م، بعدد من الطلاب بلغ 71 طالباً. وقد ازداد عدد الطلاب شيئاً فشيئاً؛ إذ بلغ في العام الدراسي 2006 م/2007 م ليبلغ 1100 طالب، بمن فيهم 100 طالب ضمن كلية الدراسات العليا في برامج كلية الزراعة. كما أن عدد أعضاء الهيئة التدريسية للكلية كان عند بدء الدراسة فيها تسع أعضاءٍ فقط، بينما بلغ في العام الدراسي 2018 م/2017 م 48 عضواً، منهم عضوين زائرين، موزعين على أربعة أقسام. كانت الكلية في انطلاقتها عام 1989 م/1990 م تضم قسمين هما الإنتاج النباتي، والتغذية والإنتاج الحيواني الذي انفصل عام 1996 م إلى قسمي التغذية وتكنولوجيا الغذاء، والإنتاج الحيواني، كما تأسس في ذات العام الدراسي قسم الموارد الطبيعية والبيئة. وتمنح هذه الأقسام الأربعة شهادات البكالوريوس على التوالي في الإنتاج النباتي والتغذية وتكنولوجيا الغذاء والإنتاج الحيواني والتربة والري. إضافة لذلك، فإن الكلية تتعاون مع كلية الدراسات العليا في ما يخص برامج الماجستير التي تختص بها أقسام كلية الزراعة.

### كلية العلوم والآداب
أُسست كلية العلوم والآداب بِمُوجب قرارٍ صادرٍ عن مجلس التعليم العالي في 26 كانون الثاني من العام 1987 م، وقد باشرت الكلية مهامها في التدريس في 1 أيلول عام 1987 م. وتُعتبر الكلية الأقدم بين كليات الجامعة التي تأسست منذ انفصال الجامعة عن جامعة اليرموك. وتضمُّ الكلية سبعة أقسام، وتمنح خمسة منها شهادة البكالوريوس في تخصصاتها؛ إذ أن قسمين لا يمنحان ذلك، وهما قسما العلوم الإنسانية، الذي يقع على عاتقه تدريس مساقات اللغة العربية وآدابها ومساقات التاريخ والفنون والتربية الوطنية ومساقات الحضارة والثقافة الإسلامية والعلوم السياسية والقانون، بشقيها الإجباري التي على كل طالب في الجامعة دراستها، أو تلك الاختيارية التي يدرس الطالب مجموعة منها يختارها من عدة مساقات وفق رغبته، والعلوم الحياتية التطبيقية. كما كان قسم التقانات الحيوية والهندسة الوراثية، إضافةً لشهادة البكالوريوس في التقانات الحيوية والهندسة الوراثية، يمنح البكالوريوس في علم الأدلة الجنائية وذلك قبل إلغاء البرنامج الدراسي فيما بعد. هذا إضافة للتنسيق بين الكلية وكلية الدراسات العليا فيما يتعلق ببرامج الماجستير الخاصة بالكلية.وأقسام الكلية هي قسم العلوم الكيميائية وقسم العلوم الحياتية التطبيقية وقسم التقانات الحيوية والهندسة الوراثية وقسم العلوم الفيزيائية وقسم الرياضيات والإحصاء وقسم اللغة الإنجليزية واللغويات، وقد عرف باسمه القديم وهو اللغة الإنجليزية للأغراض الخاصة، هذا بالإضافة لقسم العلوم الإنسانية.

### كلية الطب البيطري
أُسست الكلية عام 1990 م، وهي الكلية البيطرية الوحيدة في الأردن. وقد جاء تأسيس الكلية نظراً للحاجة لتطوير قطاع العناية الصحية بالحيوانات وإنتاجيتها وتقليل كلف العلاج الخاصة بها. وللكلية مركزٌ صحي بَيطري مُلحقٌ بها، والذي يعمل بكونه مركزاً لتدريب الطلاب وكذا مقدماً لخدمة الرعاية الصحية البيطرية للحيوانات المملوكة للعامة. وتُعدُّ الكلية، إضافة لذلك، مركزاً بحثياً واستشارياً، مع وظيفتها الرئيسة في تعزيز معايير تعليمية رفيعة لبرامجها في مرحلة البكالوريوس، والماجستير بالتعاون مع كلية الدراسات العليا. والكلية هي عضو نشيط في اتحاد كليات الطب البيطري العربية. تضم الكلية ثلاثة أقسام، وهي قسم العلوم الطبية البيطرية الأساسية، وقسم العلوم الطبية البيطرية الإكلينكية، وقسم علم الأمراض البيطرية والصحة العامة. وتمنح هذه الأقسام مجتمعة شهادة البكالوريوس في الطب والجراحة البيطرية. هذا مع التعاون مع كلية الدراسات العليا في ما يخص برامج الماجستير التابعة لها. والكلية تُعتبر أصغر كليات الجامعة. يُذكر أن الجامعة وقعت اتفاقية عام 2017 م مع إحدى الشركات لإنشاء مستشفىً للطب البيطري على مساحة سبعة آلاف مترٍ مربع. ويهدف المستشفى إلى تفعيل الخدمات البيطرية والصحية ودعمها ودعم البحوث العلمية والمحافظة على الصحة الحيوانية.

### كلية الدراسات العليا
أُسست الكلية في العام 1997 م؛ نظراً لحاجة الجامعة لكلية مختصة في الدراسات العليا وتنظيم شؤونها. وتقدم الكلية، وبالتعاون مع الكليات والأقسام المختصة، برامج دراسات عليا متقدمة في حقول علمية متنوعة، وخصوصاً تلك المتعلقة بدرجة الماجستير، وتتضمن هذه البرامج تخصصات الطب والهندسة والعلوم الطبية المساندة والتمريض والعمارة والبيطرة والزراعة وتقانات المعلومات والصيدلة وطب الأسنان والعلوم البحتة مثل الفيزياء وغيرها مثل اللغويات. كما تَتَولّى الكلِّية، وبالتعاون مع كليتيّ الطب البشري وطب الأسنان، منح درجتيّ الاختصاص العالي في الطب وطب الأسنان. ويوكل للكلية وضع الأُسس والتنظيمات المتصلة ببرامج الدراسات العليا تلك ودرجاتها العلمية، كما أن من مهمة الكلية متابعة تنفيذ هذه التعليمات والأسس وتفعيل برامج المنح والجرايات للطلبة المتفوقين وفق الأسس المعمول بها.

### كلية تكنولوجيا الحاسوب والمعلومات
أُسست كلية تكنولوجيا الحاسوب والمعلومات والتي تُعرف كذلك باسم كلية تكنولوجيا للمعلومات أو كلية الحاسوب وتكنولوجيا المعلومات عام 2000 م، وقد استطاعت الكلية أن تبني سمعة دولية متميزة لها في مجالات التعليم والبحث العلمي وغيرها. وتتكون الكلية من خمسة أقسام، وهي قسم هندسة الحاسوب وقسم علوم الحاسوب وقسم نظم المعلومات الحاسوبية وقسم هندسة وأمن الشبكات، بالإضافةِ إبى قسم هندسة البرمجيات الذي لا يُعدُّ تخصصاً هندسياً بالمعنى الحرفي لكلمة هندسة؛ أي مثل العمارة وهندسة الحاسوب وغيرهما؛ وإنما أخذ التخصص اسمه من شكل بناء البرمجيات المعتمد على الشكل الهندسي الرياضي. كما أن هندسة البرمجيات تختلف عن التخصصات الهندسية في عدد ساعات المعتمدة (وهي للتخصصات الهندسية، 157 ساعة معتمدة على الأقل، تحتاج في المتوسط إلى خمس سنوات دراسية)، إضافةً إلى خلو الخطط الدراسية لتخصص هندسة البرمجيات في أي جامعة من مساقات الفيزياء والكيمياء الأساسية في أي خطة دراسية لأي تخصص هندسي. ولأجل هذه الأسباب لا يمكن لحامل شهادة هندسة البرمجيات أن يكون عضواً في نقابة المهندسين الأردنيين. وتمنح كل من هذه الأقسام درجة البكالوريوس في اختصاصاتها الخمسة، إضافةً إلى التعاون بين الكلية وبين كلية الدراسات العليا في ما يخص برامج الماجستير التي تقع ضمن اختصاص أقسام الكلية.

### كلية العلوم الطبية التطبيقية
أُسِّستْ كلية العلوم الطبية التطبيقية في الجامعة عام 2000 م. وقد تأسست نظراً لحاجة القطاع الصحي الأردني لتعليم مساندين طبيين محترفين؛ لأجل سدّ الفراغ الذي تحتاجه الرعاية الصحية في الأردن. ومنذ التأسيس والكلية تأخذ دوراً فعالاً ومهماً بين الكليات والأقسام الطبية في الجامعة. كما تعد الكلية من أكثر الكليات ابتعاثاً لطلابها المتفوقين في مرحلة البكالوريوس؛ حيث تبتعثهم الكلية للدراسة في أفضل جامعات الولايات المتحدة والمملكة المتحدة وغيرها لمتابعة دراساتهم العليا في مرحلتي الماجستير والدكتوراه ليعودوا بعدها أعضاءاً في الهيئة التدريسية للكلية. وتضم الكلية عدة أقسام، وهي قسم العلوم الطبية المخبرية الذي يمنح البكالوريوس في العلوم الطبية المخبرية، وقسم العلوم الطبية المساندة الذي يمنح البكالوريوس في ثلاثة تخصصات وهي تكنولوجيا الأشعة والبصريات وتخصص الإسعاف والطوارئ. كما يمنح قسم علوم التأهيل البكالوريوس في تخصص العلاج الطبيعي، وتخصص العلاج المهني، وتخصص السمع والنطق. إضافة لذلك، فإن قسم علوم الأسنان التطبيقية يمنح البكالوريوس في تخصصي تكنولوجيا صناعة الأسنان، وعلوم طب الأسنان المساندة. وتتعاون الكلية مع كلية الدراسات العليا في ما يخص برامج الماجستير التابعة لها كذلك.

### كلية العمارة والتصميم

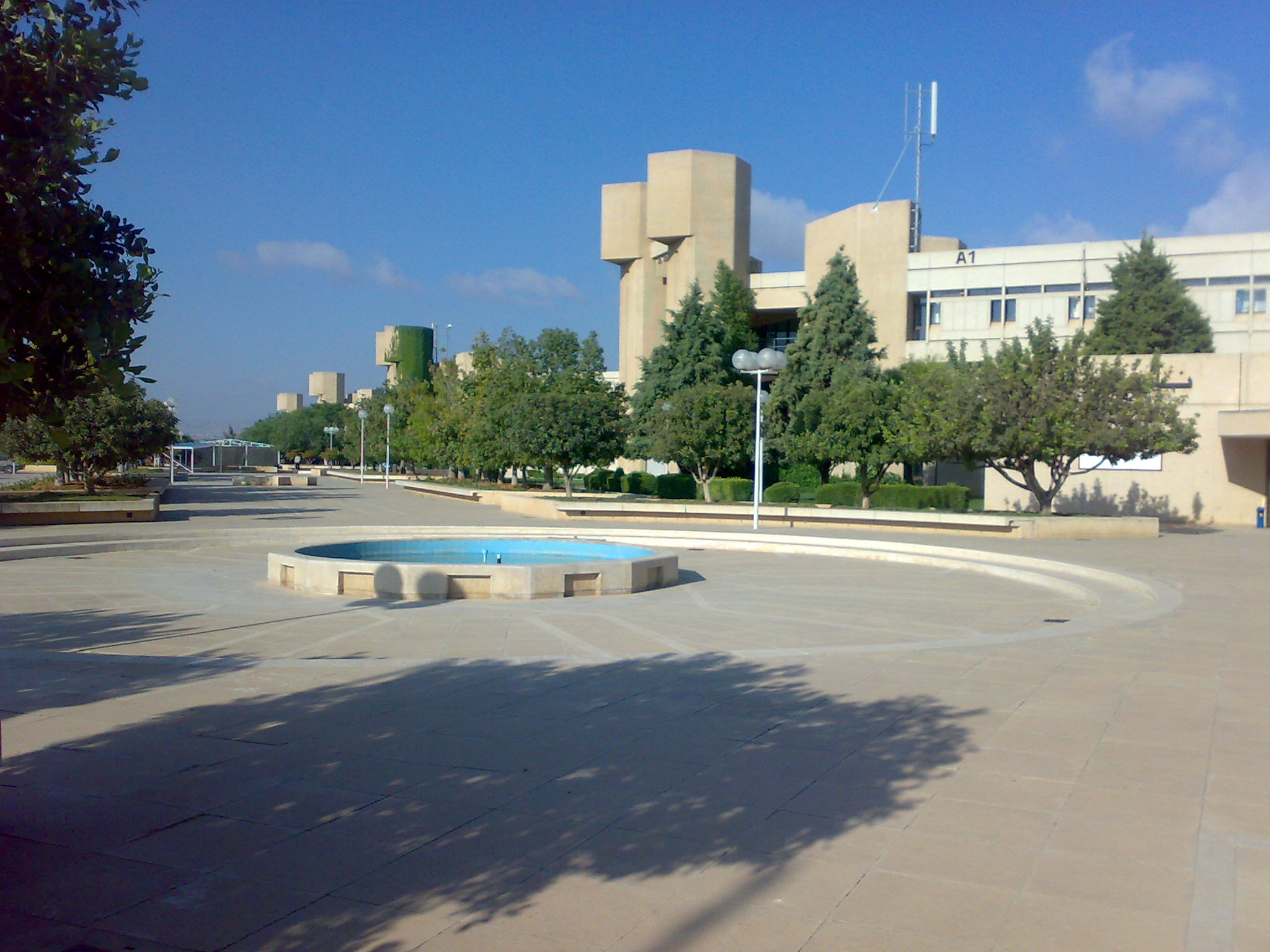
قرب كلية العمارة والتصميم والكليات الهندسية.

بدأت الكلية بكونها قسماً ضمن كلية الهندسة عام 1980 م. وفي عام 2008 م، ونظراً للحاجة لتخصصية أكثر في مجال العمارة والتصميم، فقد تحول القسم إلى كلية مستقلة. وتضم الكلية ثلاثة أقسام، وهي قسم العمارة الذي يمنح البكالوريوس في العمارة، وقسم تخطيط وتصميم المدن الذي يمنح البكالوريوس في التخطيط الحضري، وهو إحدى التخصصات الهندسية. إضافةً لهذين القسمين، تضم الكلية قسم التصميم والتواصل البصري الذي يمنح البكالوريوس في التصميم والتواصل البصري. وتتعاون الكلية مع كلية الدراسات العليا في إعداد ومنح درجة الماجستير في تخصصات الكلية.
ومما يُذكر أن الكلية من المشاركين الفاعلين في معرض مشاريع التخرج المعمارية العربي، والذي بدأ بكونه معرض مشاريع التخرج المعمارية في بلاد الشام.

### مركز التقانات الحيوية

شعار مركز الأميرة هيا للتقانات الحيوية

تأسس مركز الأميرة هيا للتقانات الحيوية عام 2005 م؛ وذلك من خلال دمج مركز التكنولوجيا الحيوية في مستشفى الملك المؤسس عبد الله الجامعي مع مختبر التكنولوجيا الحيوية في الجامعة. وقد كان ذلك الدمج صادرا بناءا على قرار من مجلس التعليم العالي. والفكرة لإنشاء منشأة تبحث بالتقانات الحيوية تعود لعام 1998 م؛ إذ تقدم أعضاء في الهيئة التدريسية بالجامعة بمقترح للبنك الدولي لدعم البحث العلمي في هذا المجال ومن أجل تدريب الطلبة في مرحلة الدراسات العليا وغيرها في مجالات تخصصاتهم، وقد قدمت المنحة لتزويد المختبات بمعدات التقانات الحيوية اللازمة. يقوم المركز على الأبحاث المتعلقة بالتقانات الحيوية والصحة العامة والمستحضرات الصيدلية.

### مركز اللغات
تأسس المركز عام 2012 م. وهو المركز الذي يتولى تدريس مساقات اللغة الإنجليزية، إضافة لدورات اللغة العربية لغير الناطقين بها من الطلاب غير العرب، وغيرهم. كما يتولى المركز عقد الامتحانات الخاصة بالتوفل وما شابهه من امتحانات؛ خصوصاً تلك المتعلقة بقبول الطلبة في برامج الدراسات العليا. يضم المركز دائرتين هما دائرة الدورات والتعليم المستمر ودائرة الامتحانات والدراسات.

### المركز الاستشاري للعلوم والتكنولوجيا
يقدم المركز الدورات اللازمة والمتنوعة في عدد من التخصصات التي تُدرس في الجامعة.

### مركز التميز للمشاريع الإبداعية
يهدف المركز إلى دعم المشاريع الإبداعية من طلبة أو أساتذة الجامعة.

### مركز الملكة رانيا العبد الله لعلوم وتكنولوجيا البيئة
يُعنى المركز بالأبحاث المتعلقة بالأمور البيئية وخصوصا تلك المرتبطة بكليتي الزراعة والطب البيطري في الجامعة.

### مركز الدراسات الدوائية
يُعنى بشكل أساسي بدراسات وأبحاث كلية الصيدلة ويقدم الدعم اللازم لذلك.

## البحث العلمي

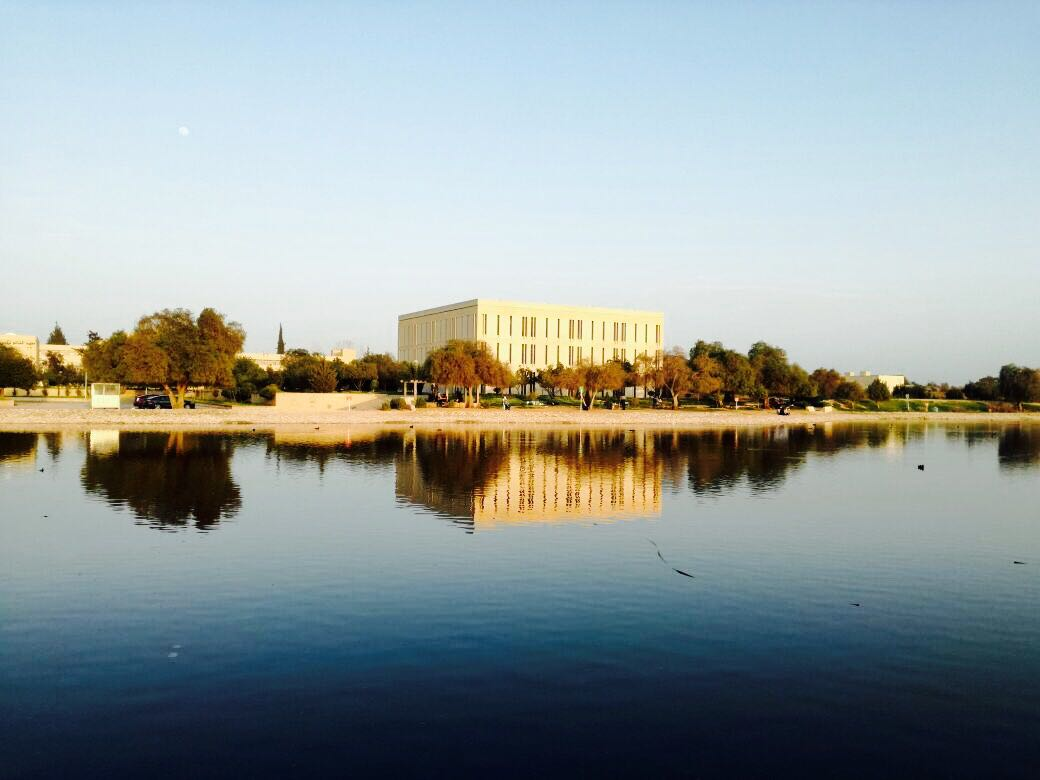
إحدى المنشآت البحثية في الجامعة.

منذ تأسيسها، مَنحت جامعة العلوم والتكنولوجيا الأفضلية القصوى للبحث العلمي. وقد استهلّت عمادة البحث العلمي نشاطاتها منذ مراحل مبكِّرة من تأسيس الجامعة، بدءاً من السنة الدراسية 1987/1986. وَيُعَدُّ البحث بشقَّيه الأساسي النظري والتطبيقي من المبادئ الأساسية التي قامت عليها الجامعة. كما أن التدريب والإشراف على منهجيات البحث، وخصوصاً تلك المتعلقة بطلبة الدراسات العليا (ما بعد البكالوريوس)، تُعَزَّزُ من خلال عدد من المراكز العلمية في الجامعة، مثل مركز الملكة رانيا لعلوم وتكنولوجيا البيئة، والمركز الاستشاري للعلوم والتكنولوجيا، ومركز الدراسات الدوائية، ومركز الأميرة هيا للتقانات الحيوية، وغيرها. وتُعد عمادة البحث العلمي الهيئة الإدارية والتقنية التي تسهل وتنظم العمليات المتعلقة بالبحث العلمي عموماً. وتعمل العمادة بنهج تعاوني وتكاملي مع الكليات والإدارات الأخرى ضمن الجامعة.
تمويل البحث العلمي كان على الدوام ينمو بشكل مستمر منذ تأسيس الجامعة في 1986 م، كما أن معدل المشاريع البحثية المرعية والممولة من قبل الجامعة يبلغ 200 مشروع بحثي سنوياً. وقد كان من أبرز أدلة هذا التطور في مجال البحث العلمي أنّ الجامعة تُصنَّفُ بكونها أفضل جامعة بحثية في الأردن، كذلك تُصنَّف ضمن فئة أفضل 3% من جامعات العالم الإسلامي في مجال البحث العلمي، بحسب دراسة مركز الأبحاث الإحصائية والاقتصادية والاجتماعية والتدريب للدول الإسلامية، فإن الجامعة تُعَدُّ ضمن أفضل 3% من جامعات العالم الإسلامي. وقد وصف الملك عبد الله الثاني بن الحسين الجامعة في إحدى زياراته لها بأنها أفضل مؤسسة بحثية في الأردن.
وبشكلٍ عام، فإنّ الأردنّ، وبحسب تقارير لمجلة نيتشر، يملك أعلى رقم من الباحثين لكل مليون من سكانه في مجال البحث والتطوير بين كل دول منظمة التعاون الإسلامي السبعة والخمسين. وممّا هو جدير بالذكر، أن في الأردن هنالك 2,000 باحث لكلِّ مليون من سكّانه، بينما المعدّل في باقي الدول الأعضاء لمنظمة التعاون الإسلامي هو 500 باحث لكل مليون إنسان من سكانها. وهذا يعني أنّ عدد الباحثين بالنسبة لعدد السكان في الأردن هو أعلى منه في إيطاليا والكيان الإسرائيلي واليونان، كما أنه قريب جداً من النسبة في المملكة المتحدة وإيرلندا.

### البحث العلمي في الطاقة النووية

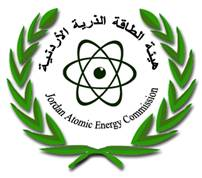
هيئة الطاقة الذرية الأردنية هي المسؤول الرئيس عن أبحاث الطاقة النووية في الأردن.

في إطار جهود الأردن الساعية لتطوير واستخدام الطاقة النووية للأغراص السلمية وتقليل اعتمادها على الطاقة غير المتجددة مثل النفط والغاز، وبتعاون وإشراف قسم الهندسة النووية في الجامعة، فقد بُني المفاعل النووي البحثي الأول من نوعه في البلاد في حرم الجامعة والذي أصبح له دور محوري في البنية التحتية المتعلقة بالطاقة النووية الأردنية. هذا المفاعل النووي الذي تبلغ طاقته خمسة ميغاواطات، والذي قد دُشِّن في كانون الأول من العام 2016، هو المقر الفعلي لـمركز العلوم والتكنولوجيا النووية في الجامعة، والذي يقع على عاتقه الدور الأكبر في تعليم وتدريب المهندسين النوويين والعلماء، هذا إضافة إلى تقديم خدمات التشعع دعماً لمجالات الصناعة والزراعة والطب في الأردن. وكان الملك عبد الله الثاني بن الحسين، وخلال زيارة له إلى الجامعة بشهر نوفمبر من عام 2010 م قد كشف النقاب عن نموذجٍ لمفاعل البحث والتدريب الأردني هذا الذي تبلغ قدرته خمسة ميغا واطات. وقد نادى الملك عبد الله الثاني خلال زيارته تلك بالعمل المؤسسي الإبداعي من أجل زيادة الاستثمار بالبحث العلمي، وكذلك تشجيع ودعم الأشخاص المبدعين. كما أثنى الملك على ما حققته الجامعة من مستويات متقدمة في مختلف العلوم على حد وصفه.
ويتضمَّن المركَز النوويُّ إنتاجاً للنويدات المشعة والوسائلِ التدريبية والمواد الصيدلانية المشعة، كما أن الرؤية المستقبلية له تتضمن تجهيزات لإنتاج الوقود النووي والوسائل الخاصة بالتعامل مع المخلفات الإشعاعية ووسائل التبريد للمفاعلات النووية. ومن المخطط له ترقيته من قدرة 5 ميغا واط إلى 10 ميغا واط، الشيء الذي سيكون له الفائدة الكبيرة في تسهيل تدريب الاختصاصيين النوويين، كذا تطوير مجالات البحث العلمي في الطاقة النووية والإنتاج التجاري للنويدات المشعة، كما سيساعد المركز في هذا الحال على إضافة الخبرات العملية للأردنيين العاملين في مجال الطاقة والكيمياء الإشعاعية والوقاية الإشعاعية وفيزياء المفاعلات النووية. ويُعدُّ المفاعل التدريبي من قبل هيئة الطاقة الذرية الأردنية بكونه بادرةً مهمةً لإنشاء أول محطة طاقة نووية في الأردن، والذي كان متوقعا له أن يكون بطاقة بين 750 إلى 1000 ميغا واط من الجيل الثالث من المحطات. وكان مخططاً لتلك المحطة أن تُبنى في منطقة الخربة السمراء بمنطقة المفرق والتي تبعد عن الجامعة الهاشمية حوالي خمسة عشرة كيلو متراً وعن العاصمة عمّان حوالي أربعين كيلو متراً.
في الأول من نوفمبر من عام 2010 م، دشّنت أول مختبر للمفاعلات مرتبط بالشابكة في الأردن. ويربط هذا المختبر قسم الهندسة النووية في الجامعة بالمفاعل البحثي في الولايات المتحدة بي يو إل إس تي آر (PULSTAR) أو المعروف باسم برنامج مفاعل جامعة ولاية كارولاينا الشمالية، وهو مختبر بحثي في جامعة ولاية كارولاينا الشمالية. وبسبب ارتباط هذا المختبر الأمريكي بمختبر المفاعلات في الجامعة، فإنه سيصبح أول مفاعل نووي بحثي أمريكي يُستخدم للأغراض التعليمية خارج الولايات المتحدة. ويسهم المختبر في تمكين طلاب الهندسة النووية في الجامعة من استخدام مفاعل بي يو إل إس تي آر الأمريكي ومراقبة نشاط المفاعل تحت ظروف معينة بواسطة لوحة تحكم فعليّة. ومما هو جدير بالذكر، أن مشروع الربط هذا كان قد أُطلق بالتعاون بين كل من هيئة الطاقة النووية الأردنية ووزارة الخارجية الأمريكية والوكالة الدولية للطاقة الذرية.

### المنشورات العلمية
عمادة البحث العلمي في الجامعة هي المسؤول عن تمويل ودعم المنشورات البحثية التي تُعدُّ من قبل أعضاء الهيئة التدريسية أو الطلاب، كما تُدير العمادة وتمول الدوريات التي تصدر عن الجامعة، وأبرزها الدورية الأردنية للهندسة المدنية. وتصدر تلك الدورية أربع أعداد سنوياً باللغة الإنجليزية، وهي مختصة في مجال الهندسة المدنية. وتعتمد المجلة نظام مراجعة الأقران دولياً، وتغطي مواضيع عديدة في الهندسة المدنية، مثل تتطبيقات التأهيل المدنية والتحكم الإنشائي والمواد الذكية وهندسة الزلازل والهندسة الجيوتقنية وهندسة النقل والهندسة البيئية والماء، وهندسة السدود وميكانيكا التربة والصخور وإدارة مشروعات التشييد وتخطيط المشاريع، وهندسة البنى التحتية والمِساحة والمخططات، إضافةً للمناهج العددية والتحليلية.

## الطلاب
بلغ عدد طلاب الجامعة عام 2017 م حوالي 24,500 طالب وطالبة؛ أغلبهم في مرحلة البكالوريوس بعدد 22,500 طالب وطالبة، بينما بلغ عدد طلبة الدراسات العليا حوالي 2000 طالب وطالبة. وقد كانت عدد الطلبة الدوليين في الجامعة أربعة آلاف وستمائة طالب طالبة من 57 من جنسية مختلفة. عمادة شؤون الطلبة هي المسؤول عن نشاطات الطلبة في الجامعة بشكل عام. إضافة لذلك فإن عَمادة شؤون الطلبة تَضُمُّ عددا من الأندية الطلابية التي ترعى عددا كبيرا من الأنشطة المتنوعة خلال السنة الدراسية، وأبرزها النادي الطبي ونادي الثورة العربية الكبرى والنادي الإعلامي ونادي العلوم ونادي الطلبة العرب والأجانب ونادي الشطرنج والنادي الثقافي. بِشَكْلٍ سَنَويّ، يُنْتَخَبُ مجلس اتّحاد الطلبة من قِبَلِ طُلاب الجامعة؛ لِيُمَثِلَ وجهَةَ نَظَرِهِمْ في اتْخاذ القرارات التي تصدر عن الجهات المُخْتَصّة في الجامعة. وَرَغْمَ أن الحياة السّياسية في الجامِعات الأُردنيّة بشكل عام يعتبرها الكثيرون غير مثالية؛ إلّا أنّه يمكن القول أنّ الكتلة الإسلامية التي تُمَثّل الاتّجاه الإسلاميّ في الجامعة تعتبر الجهة الأكْبر سياسياً التي تنافس على الفوز باتحاد الطلبة سنوياً، كما تُعَدُّ كتلة التجديد العربية التي تُمَثل الاتجاه اليساري والقومي الجهة المسيسة الثانية التي تنافس على مقاعد مجلس اتحاد الطلبة، لكن يبقى حضورها ضئيلا؛ إذ يبقى التنافس منحصر بشكل رئيس بين الإسلاميين وبين المرشحين المستقلين الذين لا ينتمون لأي اتجاه سياسياً.
تُعدُّ أعداد الطلبة الدوليين (غير الأردنيين) في ازديادٍ مستمر؛ فعلى سبيل المثال، في السنة الدراسية 2005/2006 كان في الجامعة أكثر من 3,500 طالب دولي يحملون 48 جنسية مختلفة، بينما ارتفع العدد في العام الدراسي 2009/2010 إلى 5,415 طالب دولي يحملون 61 جنسية مختلفة، الشيء الذي يجعل الجامعة أكثر جامعةٍ مُتَنَوِّعَةٍ ثقافِيّاً على مستوى الأردن ومن الأكثر تنوعاً على مستوى الإقليم. وفي عام 2005 م، أُسِّسَ مَكْتَبُ الطَّلبة العرب والأجانب؛ لِيُعْنى بِشُؤونِ الطلبة الدوليين واحْتاجاتِهم، عِلْماً أن المَكْتَبَ يَخْضَعُ لِرَئيسِ الجامِعةِ مُباشَرَةً، كما يُقدم فريق مُخْتَصٌّ في المكتب استشارات قانونية واجتماعية وثقافية، بالإضافَةِ إلى تنظيم الرحلات الميدانية والفعاليات الاجتماعية والاجْتماعات مع رئيس الجامعة. وَسَنَويّاً، يُعقَد مَعْرِضُ الجاليات الدوليّ؛ حيث تَعرض كُلّ جالية طلابية دولية هُوِيَّتَها وَثقافَتَها لتعريف الطلاب من الثقافات الأخرى بها. ويتم ذلك من خلال إبراز تقاليد وتواريخ الشعوب المتنوعة التي تنتمي لها تلك الجاليات في مجالات مثل المطبخ والفنون التقليدية التراثية وَغَيْرِها. هذا الشيء يهدف عُمومَاً إلى تشجيع وترويج التواصل بين الثقافات والتنوع الثقافي في البيئة الجامعية.
تضم الجامعة مبانٍ سكنية طلابية داخل حرمها الجامعي. هذه المباني الطلابية مخصصة للإناث دون الذكور، وتقع تحت إدارة عمادة شؤون الطلبة في الجامعة. ويخدم السكن غالباً الطالبات الدوليات ممن يرغبن في السكن داخل الحرم الجامعي أو الطالبات الأردنيات القادمات من أماكن بعيدة داخل المملكة أو ممن أهاليهن مغتربون في الخارج. وقد تأسست أول بناية لهذا السكن عام 1993 م وتزايدت أعداد المباني نظراً للطلب المتزايد على السكن حتى وصلت إلى ثمانية. وتتكون كل بناية من أربعة طوابق، بما فيها الطابق الأرضي، ويتكون كل طابق من جناحين يضم الواحد منهما إحدى عشرة غرفة إضافة إلى لواحقها من الحمامات وما إلى ذلك، كما تتوزع غرف كل بناية على ثلاثة أنواع.
توفِّرُ الجامعةُ تأميناً صحياً شاملاً ذا جودة عالية لطلبتها، تُقْتَطَعُ رسومه فَصْلِيّاً من ضمن الرسوم الفصلية التي يدفعها الطلبة، في مستشفى الملك المؤسس عبدالله الجامعي وهو المستشفى التعليمي التابع للجامعة، إضافةً إلى المراكز الصحية التابعة للجامعة، سواءاً مركز جامعة العلوم والتكنولوجيا الأردنية الصحي الكائن في إربد أو مركز صحي الجامعة الأولي في داخل الحرم الجامعي، هذا إضافة إلى عيادات طب الأسنان التعليمية في إربد أو تلك التي تقع داخل الحرم الجامعي. ومما يُذكر أن المركز الصحي الواقع في إربد قد تأسس في 1983 م ليكون مركزا لتقديم الرعاية الصحية لطلبة الجامعة وأعضاء الهيئة التدريسة والموظفين، هذا فضلاً عن كون المركز مقراً تعليمياً للطلبة الذين يمضون مدة إقاماتهم في تخصص طب الأسرة. كما تُقدِّم أذرع الجامعة الصحية المذكورة كذلك تأميناً صحياً مماثلاً لطلبة جامعة اليرموك.

### القبول

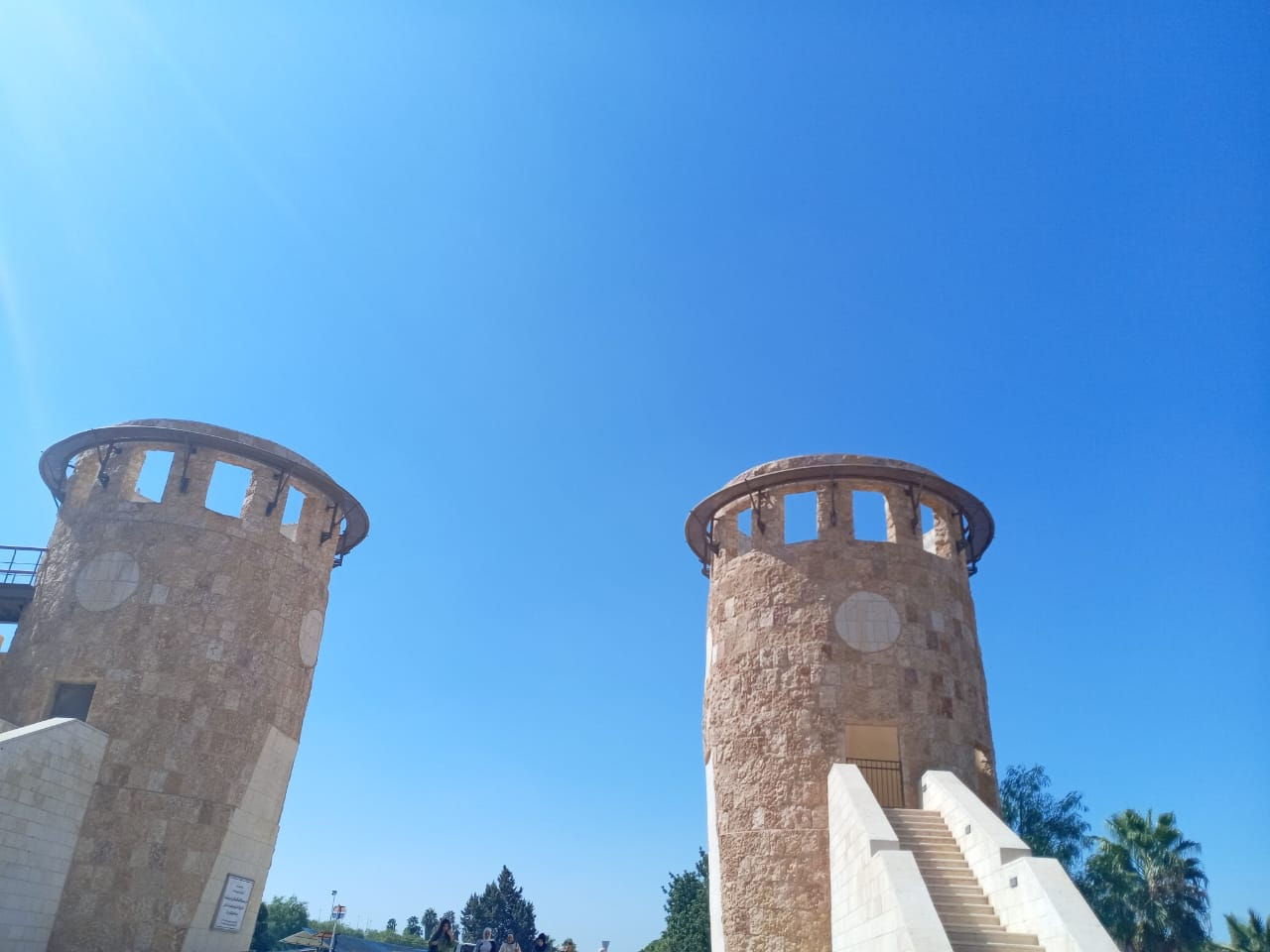
بوابة المكتبة

قبول الطلبة الجدد هو من مسؤولية وحدة تنسيق القبول الموحد والتسجيل ولجنة القبول الموحدة على مستوى الجامعات الرسمية الأردنية. وفيما يتعلق بالقبول في برامج البكالوريوس، فهي تختلف من تخصص لآخر. يعتمد القبول أساسا للطلبة الأردنيين على معدل شهادة الثانوية العامة التوجيهي أو شهادة الثانوية المكافئة من المدارس الدولية. ويمكن تقسيم البرامج إلى ثلاثة أنواع، الأول هو البرنامج العادي وهو البرنامج الذي يعتمد في أسس قبوله في المقعد الجامعي على مفاضلة على أساس معدل التوجيهي. والبرنامج الثاني هو البرنامج الموازي الذي يمنح فرصة للطلاب من ذوي التحصيل الأدنى على الحصول على مقعد دراسي في الجامعة مع زيادة في مقدار الرسوم التي يدفعونها، مع الأخذ بعين الاعتبار معدل التوجيهي كذلك بحيث لا تتدني نسبته عن نسبة المعدل المطروح للمنافسة وهو مثلاً 85 بالمائة للطب بينما يحتاج القبول في المتوسط إلى معدل أعلى من 90 بالمائة للموازي وأعلى من 95 للبرنامج العادي. أما البرنامج الثالث فهو البرنامج الدولي الموجه للطلاب الدوليين حيث يقبلون من قبل الجامعة مباشرة وفق أسس معينة من أبرزها المعدل المدرسي وغيره.
ومما يُذكر أن البرنامج الموازي في الجامعة وغيرها من الجامعات الرسمية يُعد موضوع جدل كبير في الأردن؛ إذ يراه كثيرون يمييز بين الطلاب على أسس طبقية؛ حيث يتساوى فيه الطالب المتفوق مع غيره الذي يملك المال ويدرسان ذات التخصص. ورسوم البرنامج الموازي هي الرافد الأكبر لخزينة الجامعة علما أنها الأدنى بين مثيلاتها من الجامعات الأردنية الرسمية.
ومنذ عام 2018 م، بدأت الجامعة بطرح نظام السنة التحضيرية لطلاب الطب وطب الأسنان؛ حيث يستطيع الطلاب بعد تلك السنة الدراسية أن يختاروا ما بين المواصلة في تخصصهم أو الانتقال للتخصص الطبي الآخر أو حتى الانتقال لأي تخصص يريدونه، وكل ذلك يعتمد على التحصيل الأكاديمي في تلك السنة والتي يدرس فيها الطلاب موادا علمية مشتركة مثل الفيزياء والكيمياء والرياضيات وغيرها.

## الإعلام الجامعي
جميع الوسائل الإعلامية بجميع أشكالها المسموعة أو الإصدارات المطبوعة، هي من اختصاص عمادة شؤون الطلبة في الجامعة. ويُمكن تصنيف تلك الوسائل إلى فئتين؛ الأولى تتولاها عمادة شؤون الطلبة بنفسها، أمّا الثانية فيتولاها طلابٌ من الجامعة تطوعاً وفق معايير معينة بإشراف عمادة شؤون الطلبة. وتمثل صحيفة رحاب الجامعة الفئة الأولى، وهي صحيفة شهرية كانت تصدر عن عمادة شؤون الطلبة، وتُعنى بأخبار الجامعة والأحداث المهمة فيها، من مؤتمرات واحتفالات وزيارات بالإضافة إلى جزءٍ مخصصٍ لمواضيع يكتبها الطلاب. ويندرج تحت هذه الفئة أيضاً الكتاب السنوي (البشائر) وهو الكتاب السنوي للجامعة والذي يصدر مع نهاية كل عام في الفصل الدراسي الثاني، وهو يُعنى بشكل أساس بالطلبة الخريجين في الجامعة، الذين يتسلّمونه فور تخرجهم ليكون أشبه بالتذكار لهم. ويُعدُّ الكتاب من أهم إصدارات الجامعة حيث يضم صور الطلبة الخريجين وأعضاء الهيئتين التدريسية والإدارية وأهم ما أُنجِز في الجامعة ويعد مجموعةَ صور متكاملةٍ للعام الدراسي كلّه. ويصدر الكتاب ورقياً وبصيغ إلكترونية. أما الفئة الثانية والتي يتولاها الطلاب، فيندرج تحتها كل من صحيفة جست فور جست الإلكترونية (بالإنجليزية: Just for JUST). كما تَضُمُّ هذه الفئة كذلك إذاعة تبث بواسطة الشابكة تحمل اسم راديو جست (راديو JUST) والتي تبث برامجا متنوعة تخص الجامعة وغيرها من المواضيع. إضافةً لكل ذلك، تُصدر الجامعة مطبوعات متنوعة مثل الخريطة المصغرة للجامعة وكتيبات ومنشورات السلوك الجامعي والقوانين والتعليمات المتعلقة بذلك، وغيرها من المنشورات والمطبوعات التي تستهدف الطلبة الجُدُد في الجامعة بداية كُلِّ عام دراسي. والتي تصدر ورقياً وبصيغ إلكترونية.

## التصنيف والعضويات
بحسب تصنيف التايمز، فإن الجامعة هي الأولى محلياً والرابعة عربياً كما أنها في حققت المركز 68 بين جامعات قارة آسيا عام 2018 م؛ لتتقدم في عام 2019 إلى المركز 54 على مستوى القارة الصفراء. وتصنف الجامعة في الرتبة (301 - 400) على مستوى العالم. وحافظت الجامعة على مركزها بين أفضل 400 جامعة عالميا، لكنها تراجعت لتكون في الرتبة (351 - 400) عام 2019، كما احتلت الرتبة (101 - 150) في ترتيب الجامعات الشابة، وهو تصنيف يُعنى بالجامعات التي عمرها خمسون سنة أو أقل، بحسب ذات التصنيف. وفيما احتلت الجامعة المرتبة 119 في تصنيف عام 2017 م لجامعات الدول ذات الاقتصاد الناشئ، فإن الجامعة استطاعت في عام 2018 م أن تتقدم لتبلغ المرتبة 73 عالمياً ضمن ذات الفئة. وفي تصنيف عام 2019 م، فقد دخلت الجامعة نادي أفضل مئة جامعة فتية حول العالم باحتلالها للمرتبة 91. وبحسب تصنيف الجامعات كيو إس، فإن الجامعة قد حلت في الفئة (81-90) عام 2017 م بين الجامعات الناشئة التي لا يزيد عمرها عن خمسين سنة. وبحسب ذات التصنيف فيما يخص تصنيف الحرم الجامعي للجامعات؛ فقد حصلت جامعة العلوم والتكنولوجيا على تصنيف خمسة نجوم عام 2017 م لحرمها الجامعي، وهو أفضل التصنيفات الممكنة بحسب كيو إس. وفيما يخص تصنيف جرين متريك (بالإنجليزية: Green Metric) في عام 2017 م، فقد وقعت الجامعة في المرتبة الأولى عربيًّا والتاسعة والأربعين على مستوى العالم في مدى الاستدامة وملائمة العمليات البيئية في الجامعة وصداقتها للبيئة ومدى التزامها بمعايير البيئة النظيفة. ويُعد تصنيف جرين متريك هذا تصنيفا صادرا عن جامعة إندونيسيا، ويعتمد التصنيف على ثلاثة معايير هي البيئة والاقتصاد والعدالة. ويضم التصنيف 400 جامعة حول العالم.
تنتسب الجامعة لعدة مظمات واتحادات جامعية، كما تتعاون بشكل وثيق مع عدد من المنظمات والاتحادات العالمية والبرامج التعليمية التي تهتم بمواضيع متصلة بالصحة والهندسة وغيرهما، ومن تلك الجهات:
| الرقم | الاسم                                            |
| ----- | ------------------------------------------------ |
| 1     | اتحاد جامعات العالم الإسلامي                     |
| 2     | اتحاد الجامعات العربية                           |
| 3     | اتحاد الجامعات المتوسطية                         |
| 4     | الرابطة الدولية للجامعات                         |
| 5     | المركز الدولي للبحوث الزراعية في المناطق الجافة  |
| 6     | المركز الدولي للهندسة الوراثية والتقانات الحيوية |
| 7     | منظمة الصحة العالمية                             |
| 8     | اللجنة الملكية النرويجية                         |
| 9     | آي كي آي بي/ماليزيا                              |
| 10    | الوكالة الكندية للتنمية العالمية                 |
| 11    | الاتحاد الأوروبي                                 |
| 12    | اليونيسكو                                        |
| 13    | مؤسسة ألكساندر فون هومبولت                       |
| 14    | المركز الدولي للفيزياء النظرية/إيطاليا           |
| 15    | الهيئة الألمانية للتبادل الثقافي                 |
| 16    | المجلس الثقافي البريطاني                         |
| 17    | اللجنة الفرنسية للزراعة والمياه                  |
| 18    | مايكروسوفت                                       |
| 19    | آي بي إم                                         |

## نشيد الجامعة
نشيد جامعة العلوم والتكنولوجيا، وهو النشيد الرسمي للجامعة الذي يُعزف ويردده الطلبة في احتفالات تخرجهم، إشارة إلى اكمالهم لدراستهم وانتقالهم لأسواق العمل وميادين البحث العلمي. والنشيد من تأليف الشاعر الأردني الدكتور محمود الشلبي والذي كان مدرساً في قسم العلوم الإنسانية في الجامعة، والنشيد هو:

## أعلام الجامعة

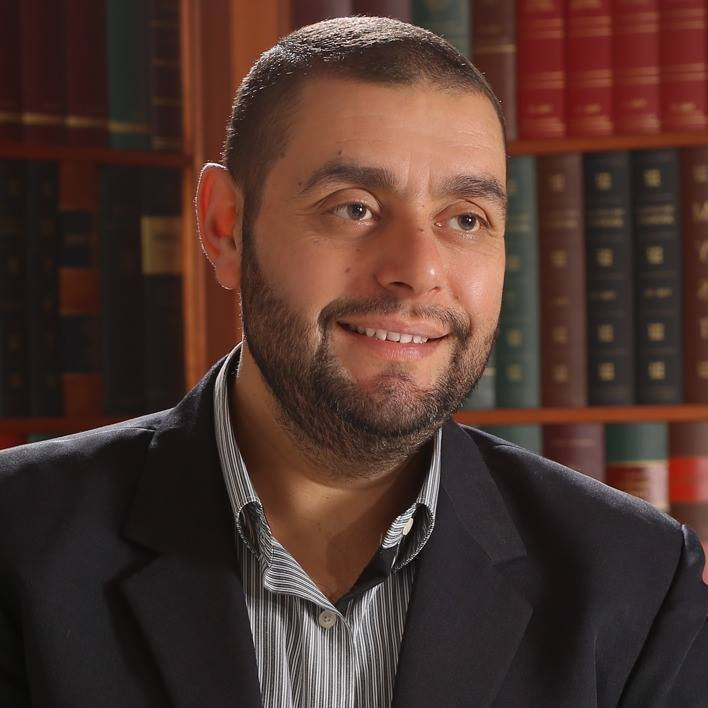
الأديب الأردني أيمن العتوم أحد أبرز خريجي الجامعة.

### أبرز أعضاء الهيئتين التدريسية والإدارية
- كامل العجلوني
- وجيه عويس[147]
- محمد طالب عبيدات
- محمود الشياب[148]
- محمود الشلبي[149]
- نضال الزعبي[150]
- رويدا المعايطة[151]
- خالد الأصفر [152][153]

### أبرز الخريجين
على مدى عمر الجامعة، فقد تخرَّج فيها عدد من الشخصيات المعروفة، ومنهم:
- أيمن العتوم الأديب الأردني المعروف، وأحد أبرز الشعراء والروائيين العرب المعاصرين.[154]
- إياد قنيبي أحد رموز التيار الإسلامي الأردني، ومن أبرز الأكاديميين في مجال الصيدلة في الأردن والوطن العربي.[155]
- علي الملكاوي الأستاذ في جامعة هارفارد والذي يحظى بسمعة مرموقة في مجال العمارة.[156]
- طارق الجندي ملحن ومؤلف موسيقي أردني.[157]
- أحمد غانم ممثل كوميدي أردني.[158]
- محمد طالب عبيدات وزير أردني سابق.[159]

## أوسمة وجوائز
- مُنحت الجامعة وسام الحسين للعطاء المتميز.[24]

## كتب عن الجامعة
- جامعة العلوم والتكنولوجيا الأردنية من العام 86 لغاية العام 95، لمؤلفه كامل العجلوني.[5][160]

## وصلات خارجية
- الموقع الرسمي لجامعة العلوم والتكنولوجيا
- برنامج تك فور على بي بي سي عربي